# 云南省
云南省，简称云或滇，因清代境內有迤东道、迤西道、迤南道三迤，故又簡稱迤，是中华人民共和国西南部边疆地区的省份，云南动植物种类数为全国之冠，素有“动植物王国”之称，被誉为“有色金属王国”，历史文化悠久，自然风光绚丽，是人类文明重要发祥地之一。云南历史代表文化为“滇文化”。云南是直立人重要的活动地之一，生活在距今170万年前的云南元谋猿人，是迄今为止发现的中国乃至亚洲最早的直立人。

## 词源
西汉元封二年（前109年），汉王朝在今祥云县境内置云南县。因汉代无史籍记载，后人对“云南”的名称由来作出了许多推测，因而“云南”一名的由来有多种说法：由“彩云之南”而来、由“县在云山之南”而来、少数民族地名改易等。

## 历史

### 南诏以前

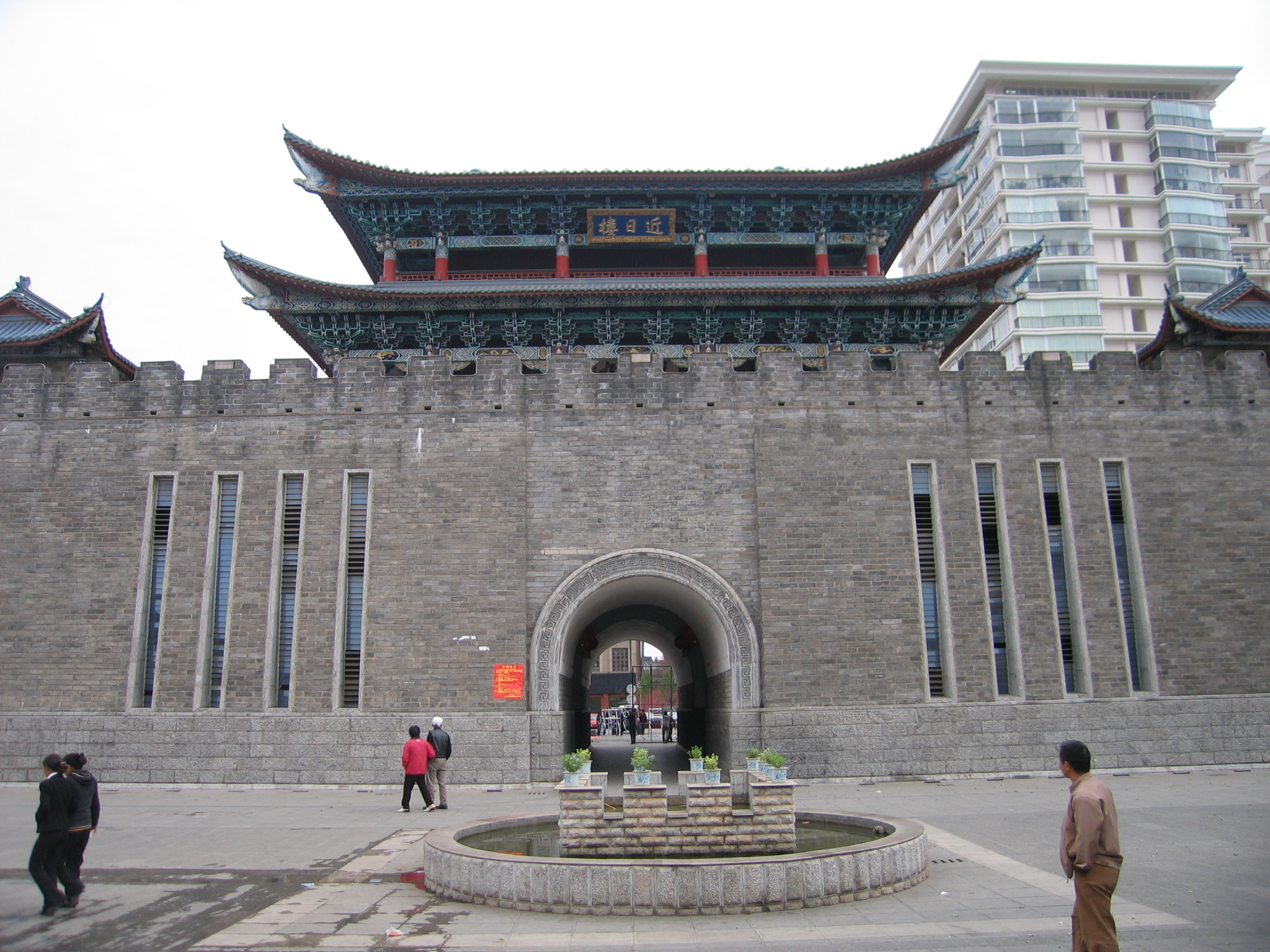
昆明城牆近日樓段

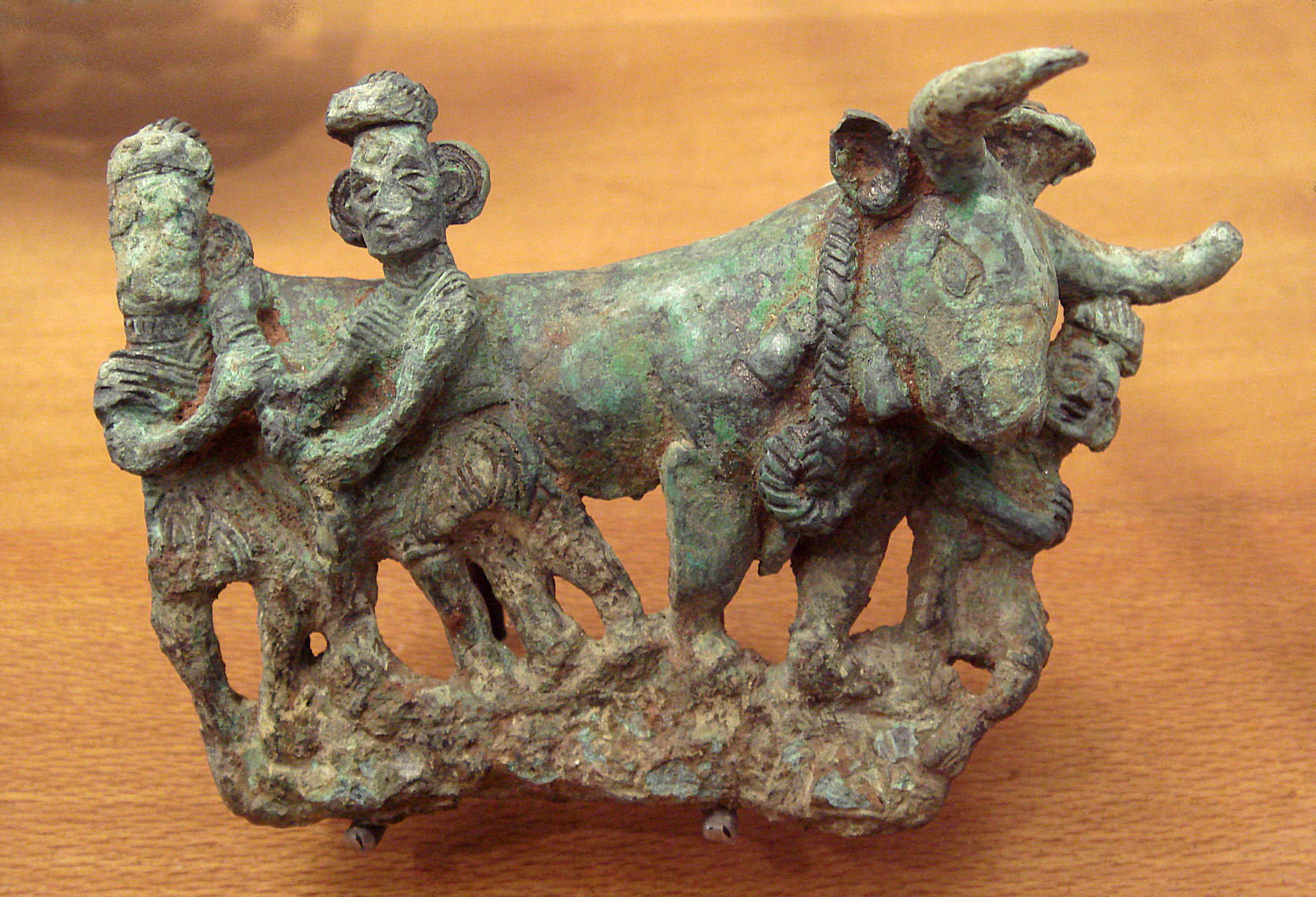
滇国的青铜雕塑

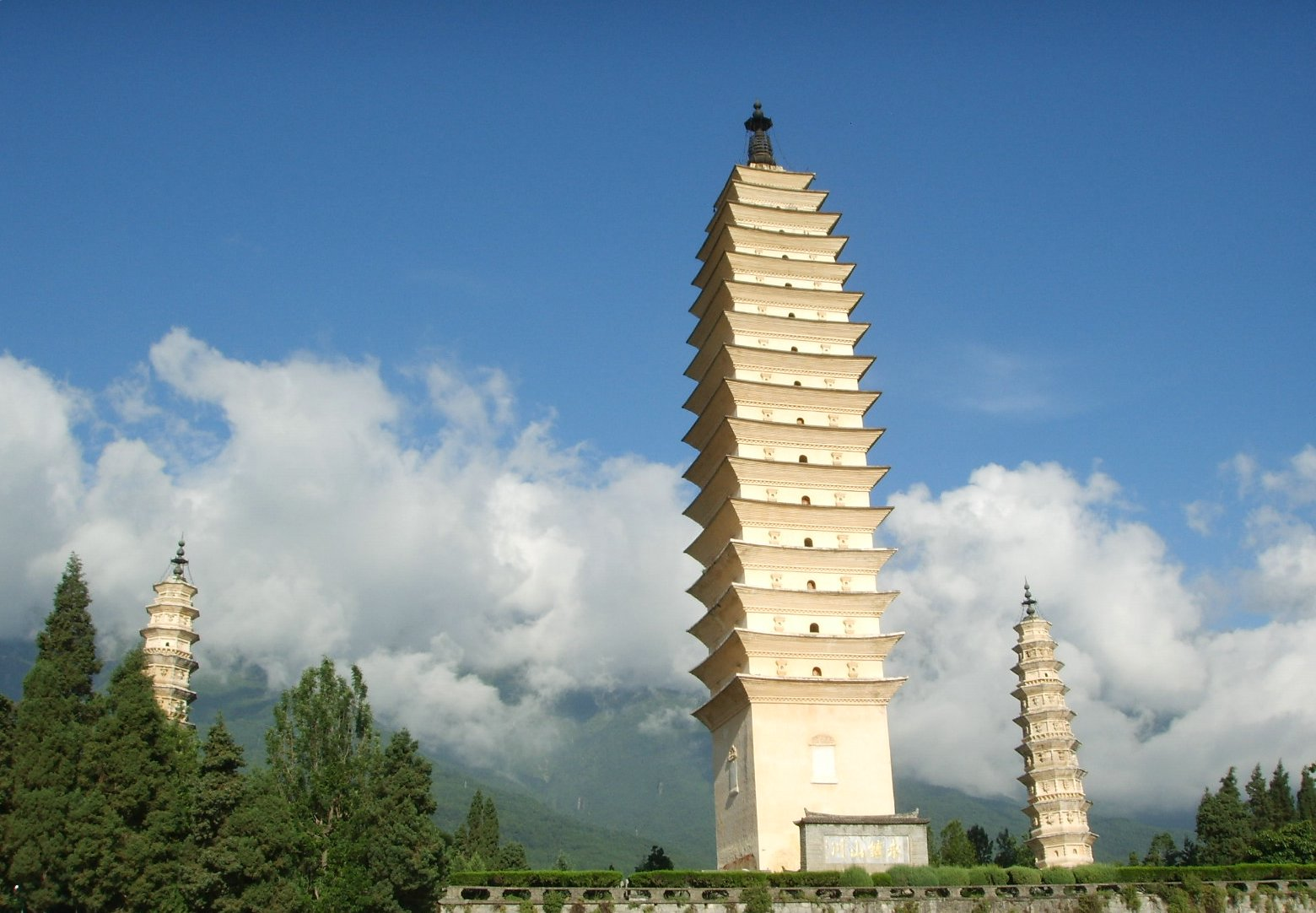
大理崇圣寺三塔

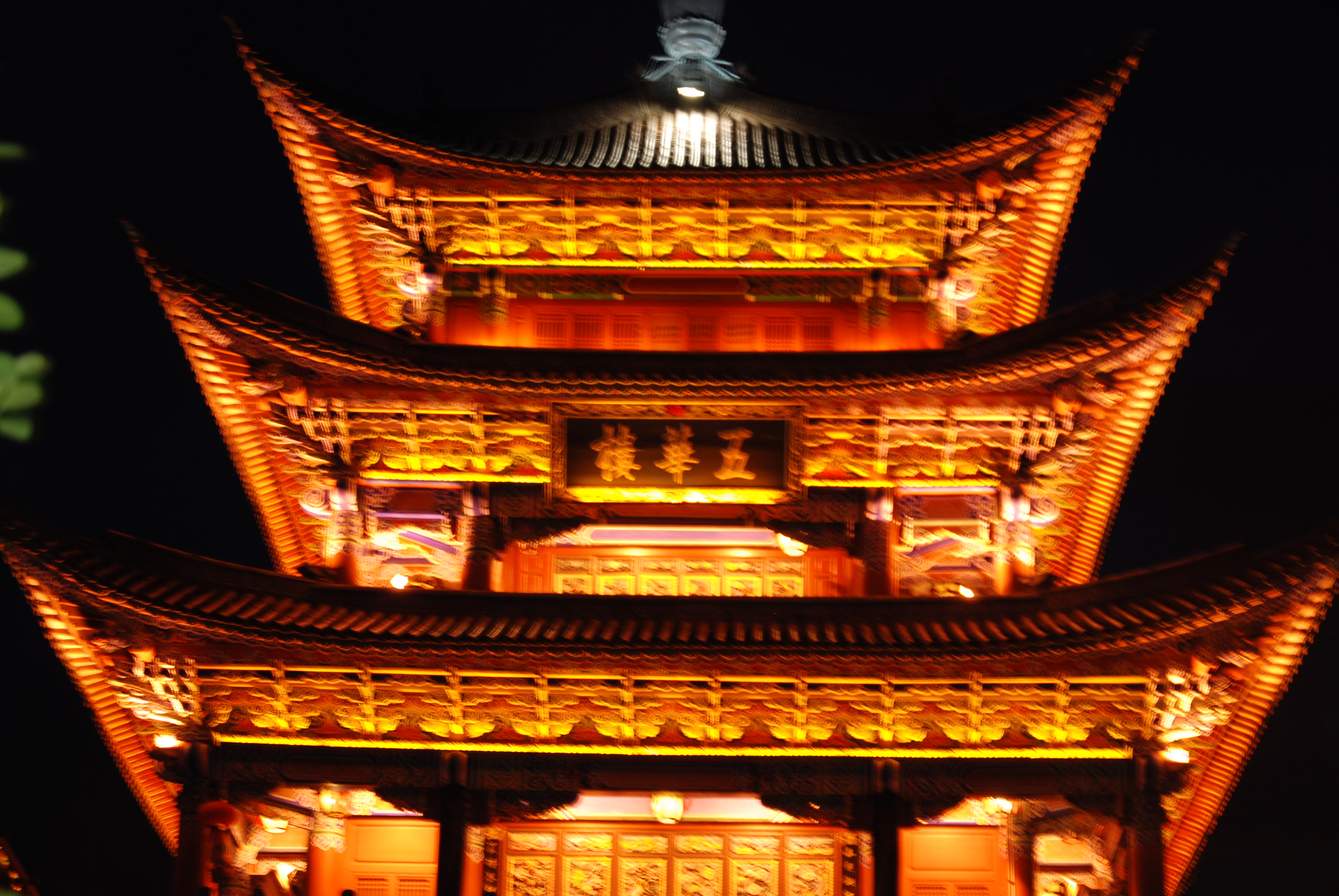
五華樓

前3世纪，楚国大将莊蹻进入滇池地区，建立滇国。前221年，秦始皇统一六国，在云南东北部设立郡县，并开五尺道自今曲靖联系内地。前109年，汉武帝派将军郭昌入滇征服西南夷，设立益州郡和24个县，郡治滇池县（今晋宁），开辟通往缅甸和印度的商道，又派唐蒙修复扩建五尺道，更名为“西南夷道”。汉朝征服西南夷时，发现当地有来自“身毒（印度）”的商人（今日巴基斯坦信德省在梵语中称为“Sindhu”）。三国时期，云南地区称为“南中”。225年，蜀漢丞相诸葛亮率大军降服“南中”大王孟获。
320年代，爨氏（爨音cuàn）入滇，爨琛在昆川（今晋宁）称王，其统治维持400年。

### 南诏大理国时期
隋末，中原大乱，而巴蜀滇等西南地方的经济和社会相对稳定。
公元621年，唐朝于云南境内设置姚州地方行政区，664年设置姚州都督府。公元七世纪，大约在大唐帝国兴起的同时，洱海地区出现了六个处于原始社会阶段而互不相统一的民族部落，称为“六诏”。分别是蒙舍诏、越析诏、邓赕诏、施浪诏、浪穹诏、蒙嶲诏，“诏”为夷语， 有汉语“王”或“首领”之意。
公元738年，洱海地区的蒙舍诏部落酋长皮罗阁在中央势力的帮助下，兼并其他五诏，建立南诏国，被唐朝玄宗帝封为云南王。次年建都太和城（今大理市）。六诏中源于今大理州巍山县的蒙舍诏得到唐王朝的支持，统一了其他五诏。因其位于六诏的最南面，故称为南诏。南诏最早的都城位于今巍山县，在这里发现的砖瓦等建筑构件，说明了南诏从开始就与中原文化有着密不可分的联系。
公元739年，南诏迁都太和城，即今大理市。南诏建立后，不断向四面扩张，748年灭唐朝滇东的爨氏土司势力，其鼎盛时期曾控制了东至云南曲靖地区，东南达越南北部，西南直达今缅甸曼德勒，北以大渡河为界，东北抵达今贵州遵义一带的广大区域。748年皮罗阁去世，唐玄宗再封其子阁罗凤云南王。750年，因南诏与云南太守张虔陀产生矛盾，随后与唐关系破裂，爆发战争。南诏从唐朝夺取了云南大部分地区的控制权，期间乃不断要求唐朝政府复置姚州都督府（今云南省姚安县），在安史之乱后，南诏完全脫離唐朝控制。
公元851年经游历唐代广州的阿拉伯商人苏莱曼曾写到南诏的情况：
在这些国王中，Moutcha（蒙舍）族是一个白人部落，衣着和中国人相似，这个部落拥有丰富的麝香，境内遍布白雪覆盖的大山，高耸云霄，世所罕见。蒙舍部落经常向周围的国王发动战争，这里出产的麝香极其优良，疗效极好。
南诏统治时期，云南的社会经济长足进步，文化辉煌灿烂，影响至今。南诏、大理文化以其独有的民族特色，在中国文化史上占有特殊的地位。
902年，南诏国权臣郑买嗣夺位自立，改国号大长和。929年，赵善政灭大长和国，建立大天兴，次年东川节度使杨干贞灭大天兴国，改国号大义宁。937年，白族段思平灭大义宁，建立大理国，都城大理。疆域包括现在的云南省、贵州省、四川省西南部、缅甸北部地区，以及老挝与越南的少数地区。南诏与大理国作为相继的地方政权，从公元649年六诏之一的蒙舍诏酋长，至1253的大理国王年止，凡604年，几与唐宋王朝相始终。

### 元明清时期
1253年，忽必烈派蒙古军队征服大理国，将原大理国辖境及其附属地区分为“茶罕章”、“哈剌章”、“鸭赤”、“赤突哥儿”、“金齿”五个部分。1276年正式建立云南行省，色目人赛典赤·赡思丁任平章政事，治中庆路（今昆明）。在云南开发重要的铜矿和银矿，产量占全国一半以上。直到清朝，云南是中国白银的主要产区。大批色目人及少量蒙古人移居云南，形成今天的云南回族和云南蒙古族。
明洪武十四年（1381年），朱元璋派大将傅友德、沐英率军队攻占云南，灭元朝梁王，随后设立云南承宣布政使司，在當地實行“改土歸流”的政治改革。汉族军民开始大批移入云南，从明初到明末，云南人口由20余万增加到140余万。在明朝統治期間，雲南的民族文化受到影響，亦造成雲南六百餘年歷史無從依據，據《滇系》所載：“自傅、藍、沐三將軍臨之以武，胥元之遺黎而蕩滌之，不以為光復舊物，而以手破天荒，在官之典籍，在野之簡編，全附之一燼”，同時在云南完成了官學、私學和半官半私的書院三者緊密結合的中國古代學校教育制度的建設工作，使中原文化最終牢固確立了其在大理地區的主流文化地位。白族文化在云南地區的地位，滑落至民間、世俗文化的層面，並一直持續至今。
永樂十一年（1413年）設置貴州承宣布政使司，正式建制為省，以貴州為省名，簡稱「黔」，而原用簡稱「滇」字亦由此前泛指今日雲南省與貴州省境域縮窄為後來專指今日僅雲南省境域。
滿清入關後，南明永曆帝據包括雲南在內的西南省份抗清。清世祖顺治十六年（1659年），清廷派平西王吴三桂攻入雲南，追捕永历。南明兵敗，永曆流亡緬甸。康熙元年（1662年），吴三桂从缅甸抓回永历皇帝，在昆明绞死。之前清廷為平定南明，將雲南軍政全權交付吳三桂，南明滅亡後吳三桂在雲南擁兵自重，終於康熙十二年（1673年）聯同靖南王耿精忠、平南王尚之信起兵作反，史稱三藩之亂。康熙二十年（1681年），清兵攻下昆明，吳三桂孫吳世璠兵敗自縊，三藩之亂至此平定。雲南之後亦由清廷直接管治。
1816年受到印尼坦博拉火山爆发的影响，北半球天气出现严重反常，云南全省严重饥荒。是云南近代有记载以来规模最大、最严重的一次饥荒。据云南《邓川县志》记载，嘉庆二十一年（1816年）“是岁大饥，路死枕籍”。面临灾荒，有些饥民被迫卖儿卖女以求活命，昆明诗人李于阳在《卖儿叹》中写道：“三百钱买一升粟，一升粟饱三日腹。穷民赤手钱何来，携男提女街头卖。明知卖儿难救饥，忍被鬼伯同时录……”（无夏之年）
清末咸豐、同治年間（1856年—1873年），云南回民发动叛乱，以大理为中心建立了杜文秀穆斯林政权，几乎占领昆明城以外的云南全境。战后，云南回族人口大量减少。晚清时期，英国征服缅甸，法国征服越南，两国势力对云南产生一定影响。边境地区开放了几处通商口岸：腾冲、蒙自、思茅。宣統二年（1910年），法国投资的滇越铁路（中国境内部分今名昆河铁路）通车。宣統元年（1909年），清朝实行新政，云南编立新军，成立云南陆军讲武堂。

### 中华民国时期
1911年10月30日，蔡锷、唐继尧率新军发动重九起义，脱离清朝。1912年4月，电站正式向昆明供电。
1915年12月25日，蔡锷、唐继尧又在此发动反对袁世凯的护国运动。民国时期，滇军在云南形成割据局面，先后有唐继尧、龙云（1928年—1945年）等统治云南。
1925年3月16日，大理市发生7.0级地震，5000人死亡，大理市损毁严重，76000座房屋被地震晃动或随后的火灾摧毁。

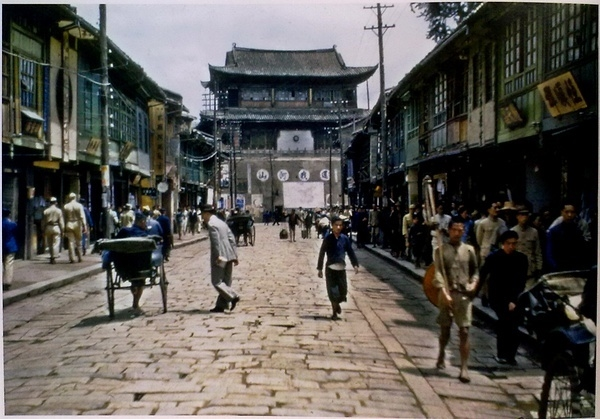
抗日战争爆发后，云南成为抗战大后方。图为飞虎队拍摄的昆明城门，上有“还我河山”标语

抗日战争期间，1938年，付出极大代价的滇缅公路修通，成为中国与境外联系唯一的交通线。1942年有10多萬中国远征军从云南进入缅甸配合英军与日军作战，日军击败英军，沿滇缅公路进至惠通桥，隔怒江与中国军队对峙2年。1938年—1946年，清华大学、北京大学、南开大学在昆明联合办学，称为国立西南联合大学。

### 中华人民共和国时期
1960年代三线建设（将工厂搬到京广铁路以西、长城以南、韶关以北内陆地区）时期，修通联系云南与内地的铁路，1966年贵昆铁路通车，1970年成昆铁路通车。
1970年通海县发生7.8级地震，造成15621人死亡，受伤人数超过32431人，500万至2500万美元的经济损失，受灾面积达到8781多平方千米。是中华人民共和国建国以来第三大地震。
文化大革命期间（1966年—1976年），云南省发生多個屠杀事件。1966年8月，云南镇雄县发生的屠杀事件是最早的云南文革屠杀事件之一，造成10人死亡。1968年1月爆发的“赵健民云南特务案”中，时任云南省委书记赵健民被康生等人诬陷为“叛徒”、“国民党特务”而遭非法关押8年，该案引发了1.5万余起冤案、假案，牵连上百万人，到1969年共有1万7千余人被打死、逼死。与此同时，在“滇西挺进纵队”一案中，1968年1月一次屠杀就有至少200余人死亡，该案件此后与赵健民案捆绑挂钩。1975年7-8月，在针对回族民众的沙甸事件中，共有1600余人死亡。
2014年3月1日晚21时12分，五名新疆独立运动恐怖分子持刀冲入昆明站砍杀路人。随后大批民警赶至现场，四名嫌犯被当场击毙，其餘一名嫌犯被擊傷。恐袭事件发生于21时12分，但直到23时还有人求救，警方起初没有估计到事件的严重性，未能及时以反恐级别安排警力处理事件。这次事件发生后造成31人死亡，142人受伤。“3·01”事件定性为严重暴力恐怖事件。
2002年，时任云南省委书记高严涉嫌贪污受贿并潜逃至澳大利亚，至今行踪不明。
2021年12月3日，由云南省勐腊县磨憨站至老挝首都万象全长400多公里的磨万铁路正式开通运营。

## 地理
云南地处中国西南，位于北纬21°8'32"—29°15'8"和东经97°31'39"—106°11'47"之间，全境东西最大横距864.9公里，南北最大纵距900公里，总面积39.4万平方千米，占中国国土面积的4.1%，居第8位。最低处位于河口县城西南，南溪河与红河交汇，高程为海拔76.4米，为云南最低处；最高处位于德钦县的梅雪山主峰卡瓦格博峰，海拔6,740米，为云南最高点。云南全境，东与贵州、广西接壤，北与四川毗邻，西北与西藏交界，西与缅甸为邻，南同老挝、越南毗连。云南有长达4,060公里国境线，是中国连接东南亚各国的陆路通道，全省有出境公路20多条。北回归线穿越全境，全省分属热带、亚热带气候，兼具低纬气候、季风气候、山原气候的特点。
云南处青藏高原南延部分和云贵高原，为高原山区省份。地貌上有五个特征，一是高原呈扫帚状，三江并流皱褶地区的横断山脉是扫帚柄部分，苍山、无量山、哀牢山组成扫帚部分，二是高山峡谷相间，三是地势自西北向东南分三大阶梯递降，四是断陷盆地星罗棋布，五是山川湖泊纵横。地形上，河谷盆地、丘陵、山地、高原相间分布，各类地貌之间条件差异很大，类型多样复杂。全省依地形分类，山地约占84%，高原、丘陵约占10%，河谷盆地约占6%；平均海拔2,000米左右。全省127个县（市）区及东川市共128个行政区划单位中，除昆明市的五华、盘龙区两个城区外，山区比重都在70%以上，没有一个纯坝（河谷盆地）县（市）区。其中山区面积占县域总面积70—79.9%的有4个，山区面积占80—89.9%的有13个，占90—95%的有5个县，其余的县（市）区均在95%以上，有18个县99%以上的土地全是山地。
云南省集水面积100平方千米的河流有908条，其中较大的有180条，分属六大水系，分别注入三海和三湾，三海即东海、南海和安达曼海，三湾即北部湾、莫踏马湾和孟加拉湾，最终流入太平洋和印度洋。金沙江和澜沧江为境内长度千公里以上的最大河流，元江、南盘江和怒江境内长度超过500公里。云南是中国高原湖泊分布最多省份之一，面积1平方千米以上的湖泊共37个，湖泊总面积为1,066平方千米，集水面积9,000平方千米，总蓄水量约300亿立方米；面积30平方千米以上的湖泊共9个。按容量算，超过20亿立方米的有抚仙湖、洱海、程海、泸沽湖；依平均水深算，超过20米的有抚仙湖、泸沽湖、程海和阳宗海；依面积算，超过200平方千米的有滇池、洱海和抚仙湖。

### 位置
云南是中国最西南方的一个省份，北回归线穿过省境南部，全省面积为39.4万平方千米，占全国4.1%。该省的东面是广西壮族自治区和贵州省，北面是四川省，西北面是西藏自治区。云南的国境线长4,060公里，与3个国家接壤：西面是缅甸（主要口岸是瑞丽），南面是老挝（主要口岸是磨憨），东南方是越南（主要口岸是河口-老街）。

### 地形

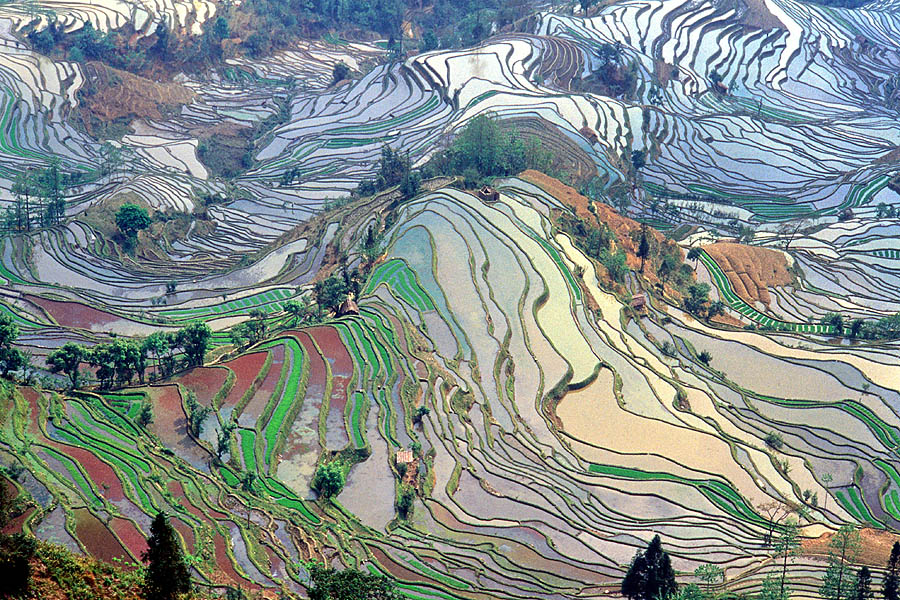
元阳梯田

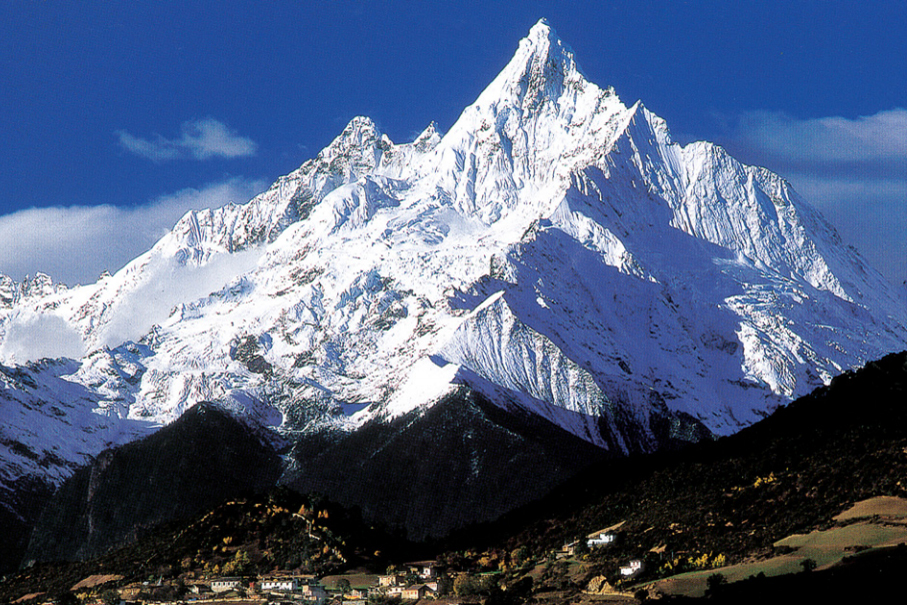
梅里雪山

云南省是一个以高原山地为主的省份，地形的类型极为多样化，包括高原、山原、高山、中山、低山、丘陵、盆地、河谷等。其中大约山地占84%，高原、丘陵约占10%，盆地、河谷约占6%。
云南省的地势跟中国整体的地势差不多，西北高而东南低。全省最高峰是西北部迪庆藏族自治州德钦县的梅雪山，海拔6,740米。最低点是河口县的红河河谷，海拔76.4米。
云南的地形大体上可以以元江河谷为界，分为东西两大部分：云南省的东半部称为云南高原，是云贵高原的一部分，平均海拔2000米左右，总体上地形呈波涛状起伏，高原上广泛呈现的是低山、丘陵景观，在小范围内可以表现为起伏较为和缓的高原面，这类地形相对平缓的地区约占全省总面积的10%左右。云南省的西半部是著名的横断山脉或称滇西纵谷区，特征是高山、峡谷相间。
云南省的主要山脉，在西半部有高黎贡山、怒山、云岭、哀牢山、无量山、梅雪山、玉龙雪山、苍山等。

### 江河水系
云南境内河网密布，集水面积100平方千米以上的河流有908条，主要河流达到180多条，为入海河流的上游，分属伊洛瓦底江、怒江、澜沧江、金沙江、红河和珠江六大水系，其集水面积覆盖全省。著名的河流有金沙江（长江上游干流）、澜沧江（湄公河上游干流）、元江（红河上游）、南盘江（珠江正源）、怒江（萨尔温江上游）、伊洛瓦底江（瑞丽江和大盈江），七大河流集水总面积达到323,953平方千米，占云南总面积的82.22%。其中金沙江干流云南境内河段1,560公里，集水面积105,614平方千米；澜沧江1,227公里，集水面积88,574公里。云南处云贵高原地理位置，境内均系高原湖泊，其中水面面积30平方千米以上的有滇池、洱海、抚仙湖、程海、泸沽湖、异龙湖、杞麓湖、阳宗海等九大湖泊。

#### 河流
云南省的河流分属于6大水系：伊洛瓦底江水系、萨尔温江水系、湄公河水系、长江水系、红河水系和珠江水系。它们都属于亚洲的主要水系，分别汇入印度洋和太平洋，流经云南省的部分多数属于河流的上游河段。而且大部分河流的流向是由北向南，与中国大部分地区河流由西向东的流向迥然相异。
- 伊洛瓦底江在云南西部边境地区有3条重要的支流，如云南西北角属于怒江州贡山县的独龙江，和流经德宏州及保山市腾冲县的大盈江、龙川江。
- 萨尔温江在中国境内称为怒江，发源于西藏唐古拉山南麓，在云南境内长547公里，其中流经高黎贡山和怒山之间怒江大峡谷的河段长达310公里，河谷深切，水流湍急，在德宏州潞西市流入缅甸，最后注入印度洋的安达曼海
- 湄公河在中国境内称为澜沧江，发源于西藏唐古拉山北麓，在云南境内长1170公里，出境后流经缅甸、老挝，泰国，柬埔寨、越南5个国家，最后注入南海。
- 红河在中国境内称为元江，发源于大理州南部的山区，在红河州河口县流入越南，经河内注入北部湾。元江在云南境内全长692公里。
- 长江的上游从青海玉树到四川宜宾称为金沙江，流经云南北部的河段长达1560公里，
- 珠江的正源南盘江发源于云南省曲靖附近，向西南、南，再折向东，在罗平县进入广西。南盘江流经云南的河段长677公里。
- 三江并流

#### 湖泊

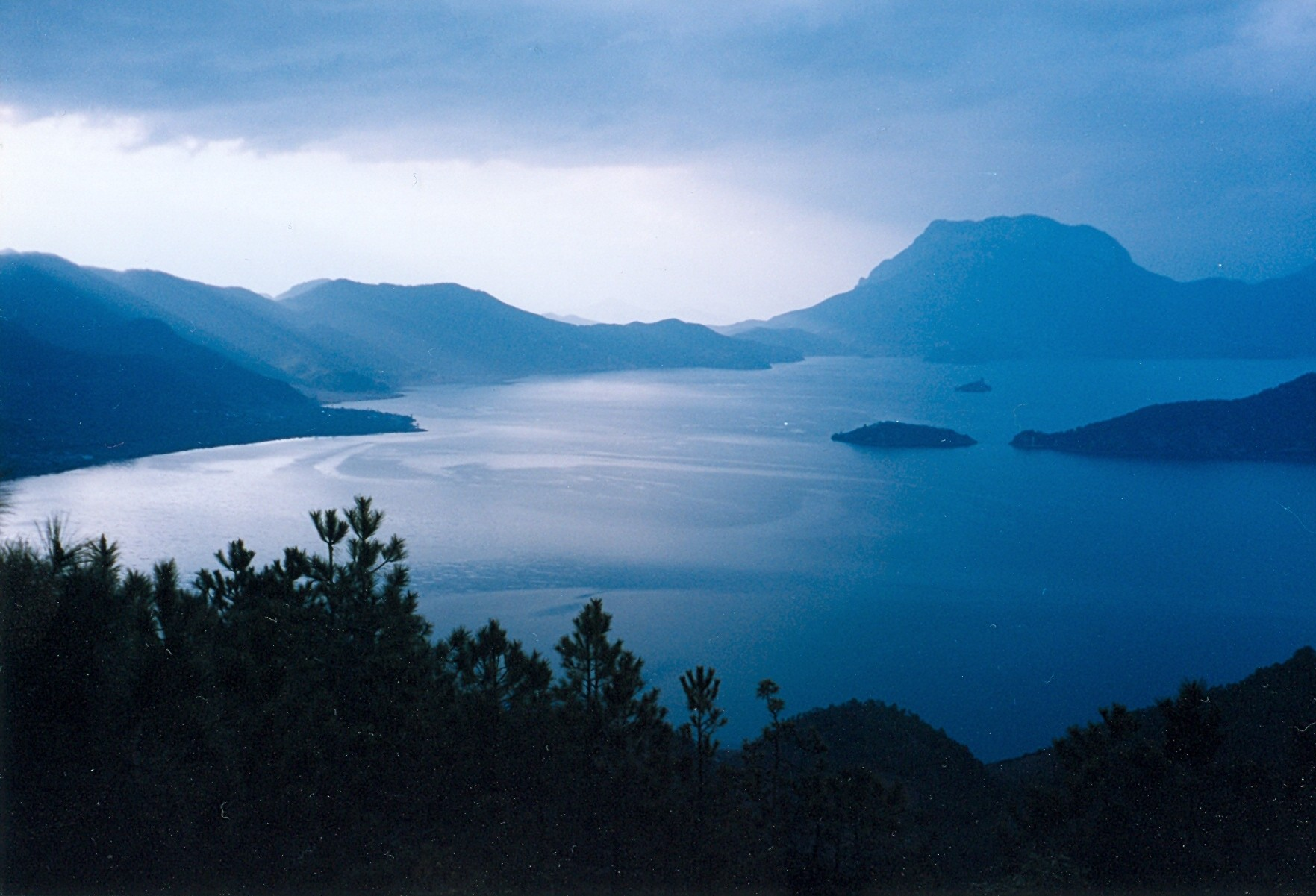
泸沽湖

云南省地理上的一个重要特色，是分布有37个高原湖泊（面积超过1平方千米者），使得本省成为中国西南部淡水湖泊最多的省份。这些湖泊在成因上多属于断层陷落湖。其中面积在30平方千米以上的有9个，最大的是滇池，其次是洱海、抚仙湖、星云湖、杞麓湖、阳宗海、泸沽湖、程海和异龙湖。

### 地质

#### 温泉

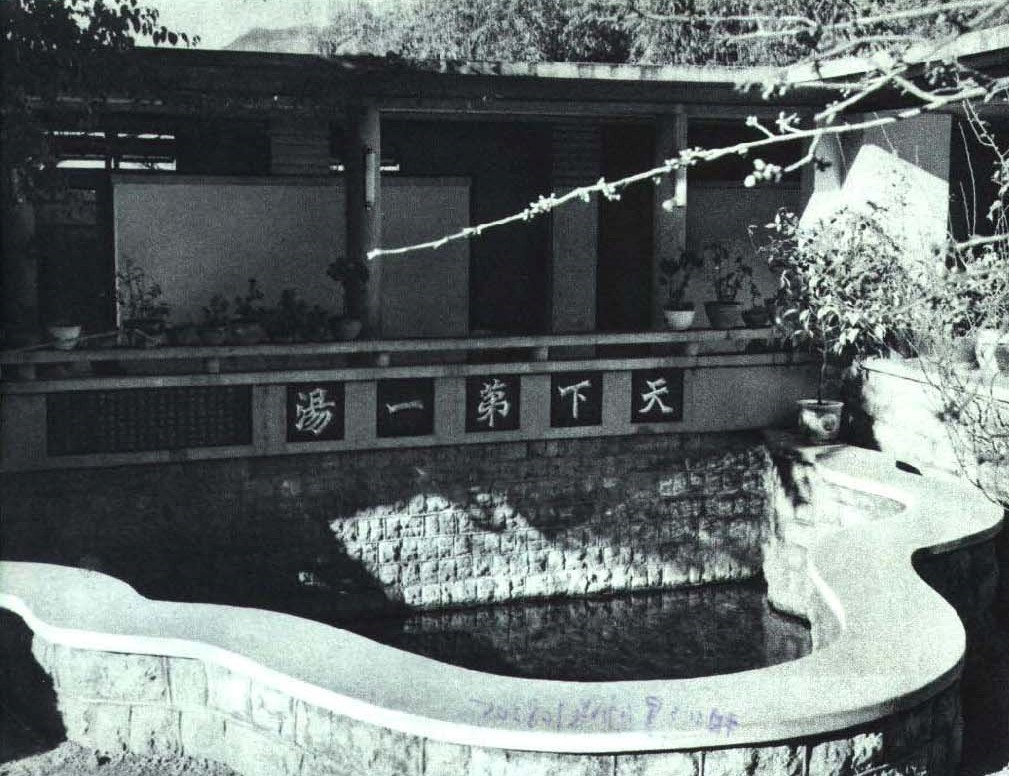
安宁温泉

- 安宁温泉安宁温泉：第一汤
- 腾沖温泉

#### 溶洞
- 建水燕子洞
- 阿庐古洞
- 九乡溶洞
- 弥勒县白龙洞
- 通海县里山仙人洞

#### 火山
腾沖火山

### 自然资源
云南省的自然资源极为丰富，以“动植物王国”、“有色金属王国”、“药材宝库”而著称。

#### 动植物王国

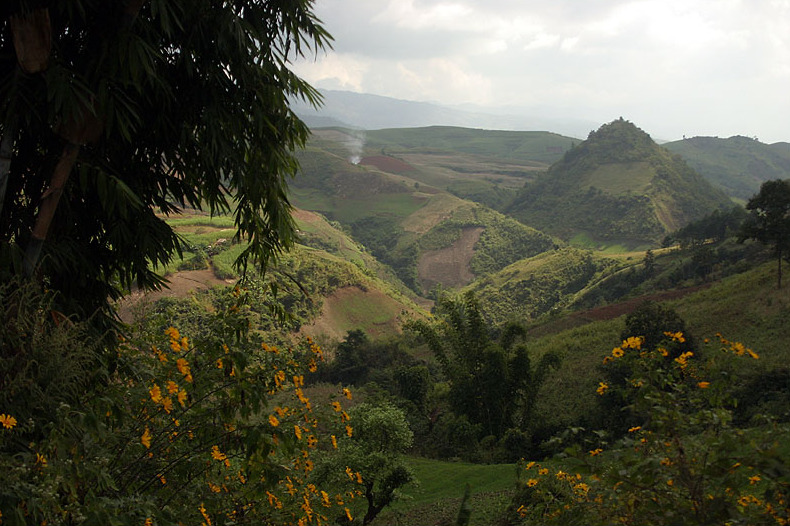
丰富的动植物资源

云南几乎集中了从热带、亚热带至温带甚至寒带的植物品种。在全国约3万种高等植物中，云南已经发现了274科，2,076属，1.7万种。
云南独特的气候和地理环境，形成了寒温热带动物交汇的奇特现象。有脊椎动物1,737种,脊椎动物中兽类有300种，鸟类有793种，爬行类143种，两栖类102种，淡水鱼类366种；昆虫1万多种。鱼类中有5科40属250种为云南特有。鸟兽类中有46种为国家一级保护动物，154种为国家二级保护动物。

#### 矿产
云南被称为“有色金属王国”。
云南已发现各类矿产150多种，探明储量的矿产92种，其中25种矿产储量位居全国前三名，54种矿产储量居前十位，居全国首位的矿种有锌、石墨、锡、镉、铟、铊和青石棉。云南矿产资源共有9大类：黑色金属矿产、能源矿产、有色金属及贵金属矿产、化工非金属矿产、稀有及稀土矿产、特种非金属矿 产、冶金辅助原料矿产、建材非金属矿产及彩石矿产等。云南矿产具有种类多、品种全、分布相对集中、富矿优质矿储量所占比重较大、共生伴生组份多等特点。

#### 水力
云南省降雨充沛，河流众多，年径流量达到200立方千米，三倍于黄河。该省人均水资源超过10,000立方米，是全国平均水平的4倍。中国大陆第一座水电站——石龙坝水电站即于1910年代初建设在昆明。

### 四至及中心
| 方位 | 地点                               | 坐标                                              |
| ---- | ---------------------------------- | ------------------------------------------------- |
| 北   | 迪庆藏族自治州德钦县羊拉乡         | 29°13′33″N 99°05′29″E / 29.22573°N 99.09140°E     |
| 东   | 文山壮族苗族自治州富宁县剥隘镇     | 23°52′26″N 106°11′39″E / 23.87380°N 106.19420°E   |
| 南   | 西双版纳傣族自治州勐腊县磨憨镇     | 21°08′35″N 101°43′04″E / 21.14315°N 101.71788°E   |
| 西   | 德宏傣族景颇族自治州盈江县铜壁关乡 | 24°26′12″N 97°31′43″E / 24.43673°N 97.52848°E     |
| 中心 | 楚雄彝族自治州禄丰市一平浪镇       | 25°11′04″N 101°51′41″E / 25.184441°N 101.861342°E |

## 行政区划
云南省现辖8个地级市、8个自治州，下设17个市辖区、18个县级市、65个县、29个自治县。
- 地级市：昆明市、曲靖市、玉溪市、保山市、昭通市、丽江市、普洱市、临沧市
- 自治州：楚雄彝族自治州、红河哈尼族彝族自治州、文山壮族苗族自治州、西双版纳傣族自治州、大理白族自治州、德宏傣族景颇族自治州、怒江傈僳族自治州、迪庆藏族自治州

| 云南省行政区划图 | 云南省行政区划图     | 云南省行政区划图                  | 云南省行政区划图  | 云南省行政区划图        | 云南省行政区划图 | 云南省行政区划图 | 云南省行政区划图 | 云南省行政区划图 | 云南省行政区划图 | 云南省行政区划图 |
| --- | -------------------- | --------------------------------- | ----------------- | ----------------------- | ---------------- | ---------------- | ---------------- | ---------------- | ---------------- | ---------------- |
| 昆明市 曲靖市 玉溪市 保山市 昭通市 丽江市 普洱市 临沧市 楚雄彝族 · 自治州 红河哈尼族 · 彝族自治州 文山壮族 · 苗族自治州 西双版纳 · 傣族自治州 大理白族 · 自治州 德宏傣族 · 景颇族自治州 怒江傈僳族 · 自治州 迪庆藏族 · 自治州 |                      |                                   |                   |                         |                  |                  |                  |                  |                  |                  |
| 区划代码 | 区划名称             | 汉语拼音                          | 面积 （平方公里） | 常住人口 （2020年普查） | 政府驻地         | 县级行政区划     | 县级行政区划     | 县级行政区划     | 县级行政区划     |                  |
| 区划代码 | 区划名称             | 汉语拼音                          | 面积 （平方公里） | 常住人口 （2020年普查） | 政府驻地         | 市辖区           | 县级市           | 县               | 自治县           |                  |
| 530000 | 云南省               | Yúnnán Shěng                      | 383,186.35        | 47,209,277              | 昆明市           | 17               | 18               | 65               | 29               |                  |
| — 地级市 — |                      |                                   |                   |                         |                  |                  |                  |                  |                  |                  |
| 530100 | 昆明市               | Kūnmíng Shì                       | 21,012.54         | 8,460,088               | 呈贡区           | 7                | 1                | 3                | 3                |                  |
| 530300 | 曲靖市               | Qūjìng Shì                        | 28,934.91         | 5,765,775               | 麒麟区           | 3                | 1                | 5                |                  |                  |
| 530400 | 玉溪市               | Yùxī Shì                          | 14,942.12         | 2,249,502               | 红塔区           | 2                | 1                | 3                | 3                |                  |
| 530500 | 保山市               | Bǎoshān Shì                       | 19,062.16         | 2,431,211               | 隆阳区           | 1                | 1                | 3                |                  |                  |
| 530600 | 昭通市               | Zhāotōng Shì                      | 22,439.79         | 5,092,611               | 昭阳区           | 1                | 1                | 9                |                  |                  |
| 530700 | 丽江市               | Lìjiāng Shì                       | 20,554.38         | 1,253,878               | 古城区           | 1                |                  | 2                | 2                |                  |
| 530800 | 普洱市               | Pǔ'ěr Shì                         | 44,265.74         | 2,404,954               | 思茅区           | 1                |                  |                  | 9                |                  |
| 530900 | 临沧市               | Líncāng Shì                       | 23,620.15         | 2,257,991               | 临翔区           | 1                |                  | 4                | 3                |                  |
| — 自治州 — |                      |                                   |                   |                         |                  |                  |                  |                  |                  |                  |
| 532300 | 楚雄彝族自治州       | Chǔxióng Yízú Zìzhìzhōu           | 28,438.41         | 2,416,747               | 楚雄市           |                  | 2                | 8                |                  |                  |
| 532500 | 红河哈尼族彝族自治州 | Hónghé Hānízú Yízú Zìzhìzhōu      | 32,170.90         | 4,478,422               | 蒙自市           |                  | 4                | 6                | 3                |                  |
| 532600 | 文山壮族苗族自治州   | Wénshān Zhuàngzú Miáozú Zìzhìzhōu | 31,407.13         | 3,503,218               | 文山市           |                  | 1                | 7                |                  |                  |
| 532800 | 西双版纳傣族自治州   | Xīshuāngbǎnnà Dǎizú Zìzhìzhōu     | 19,096.05         | 1,301,407               | 景洪市           |                  | 1                | 2                |                  |                  |
| 532900 | 大理白族自治州       | Dàlǐ Báizú Zìzhìzhōu              | 28,299.47         | 3,337,559               | 大理市           |                  | 1                | 8                | 3                |                  |
| 533100 | 德宏傣族景颇族自治州 | Déhóng Dǎizú Jǐngpōzú Zìzhìzhōu   | 11,172.24         | 1,315,709               | 芒市             |                  | 2                | 3                |                  |                  |
| 533300 | 怒江傈僳族自治州     | Nùjiāng Lìsùzú Zìzhìzhōu          | 14,584.51         | 552,694                 | 泸水市           |                  | 1                | 1                | 2                |                  |
| 533400 | 迪庆藏族自治州       | Díqìng Zàngzú Zìzhìzhōu           | 23,185.87         | 387,511                 | 香格里拉市       |                  | 1                | 1                | 1                |                  |

## 人口
2022年末，全省常住人口4693万人，比上年末增加3万人。 全年出生人口38.2万人，出生率为8.14‰；死亡人口38.5万人，死亡率为8.21‰；自然增长率为-0.07‰。 年末全省城镇人口2427万人，乡村人口2266万人，全省城镇化率51.72%。 全年全省居民人均可支配收入26937元，比上年增长5.0%。
云南是中国的第五大侨乡，有约250万云南籍海外侨胞分布在世界各地，省内有约50万侨眷。2020年第七次全国人口普查时，云南省总人口为4720.93万人，是西南地区人口第二大省，仅次于四川。
以元江谷地和云岭山脉南段宽谷为界，云南省人口呈现东密西疏的特征，东部地区占全省人口比重超过六成:77-78。昆明市、曲靖市、昭通市、红河州四（州）市人口位列全省人口前四，占全省近半数人口。
云南省共有25个少数民族，人口分布上呈现西多东少，南多北少的特点，且主要居住在山区及边疆地区。汉族则主要居住在坝子。以昆明为核心的滇东及滇东北地区绝大多数人口为汉族。:92

## 民族

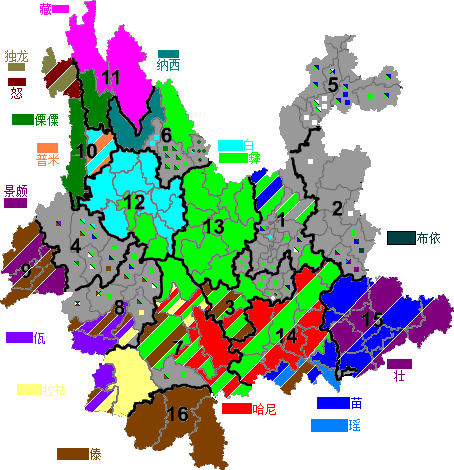
雲南省少數民族分布圖（不包括回族）

云南省有25个人口超过6,000人的世居少数民族，是中国世居少数民族最多的省份，其中白族、哈尼族、傣族、傈僳族、佤族、拉祜族、纳西族、景颇族、布朗族、普米族、怒族、德昂族、独龙族、阿昌族、基诺族15个民族为云南省特有民族。根据第七次人口普查的结果，云南省少数民族人口为1,563.6万人，占总人口的33.12%。人口在100万以上的少数民族有6个，分别是彝族（占全省少数民族人口的32.43%）、哈尼族（占10.44%）、白族（占10.26%）、傣族（占8.05%）、苗族（占8.02%）、壮族（占7.74%）。按少数民族人口绝数算，云南少数民族人口总量仅次于广西居全国第二位；按少数民族所占人口总数的比重衡量，在省级行政区中仅次于西藏、新疆、青海、广西、贵州、宁夏居第七位。云南的少数民族与汉族杂居为主，主要集中分布于8个自治州、29个自治县和152个民族乡（其中含一个民族镇）。超过5,000人的少数民族见下表：
| 民族   | 人口     | 聚居地                                                              | 所属语系 |
| ------ | -------- | ------------------------------------------------------------------- | -------- |
| 彝族   | 507.10万 | 云南东部和中部各州市，包括红河哈尼族彝族自治州、楚雄彝族自治州      | 藏缅语族 |
| 哈尼族 | 163.30万 | 南部红河哈尼族彝族自治州                                            | 藏缅语族 |
| 白族   | 160.37万 | 大理白族自治州                                                      | 藏缅语族 |
| 傣族   | 125.94万 | 西南部中缅边境的德宏傣族景颇族自治州和西双版纳傣族自治州            | 侗台语族 |
| 苗族   | 125.33万 | 东部文山壮族苗族自治州、红河哈尼族彝族自治州 、昭通市等地的山顶地带 | 苗瑶语族 |
| 壮族   | 120.98万 | 云南东南部文山壮族苗族自治州                                        | 侗台语族 |
| 回族   | 73.75万  | 遍布全省                                                            |          |
| 傈僳族 | 70.52万  | 西北部的怒江傈僳族自治州、丽江、迪庆                                | 藏缅语族 |
| 拉祜族 | 46.93万  |                                                                     | 藏缅语族 |
| 佤族   | 38.36万  | 临沧、西盟佤族自治县                                                | 南亚语系 |
| 纳西族 | 30.42万  | 西北部的丽江市以及迪庆                                              | 藏缅语族 |
| 瑶族   | 21.88万  | 红河哈尼族彝族自治州、文山                                          | 苗瑶语族 |
| 藏族   | 14.79万  | 西北部的迪庆藏族自治州                                              | 藏缅语族 |
| 景颇族 | 14.64万  | 西部的德宏傣族景颇族自治州                                          | 藏缅语族 |
| 布朗族 | 11.98万  | 西双版纳傣族自治州                                                  | 南亚语系 |
| 布依族 | 6.81万   |                                                                     | 侗台语族 |
| 普米族 | 4.31万   | 西北部丽江、怒江                                                    | 藏缅语族 |
| 阿昌族 | 4.00万   | 德宏傣族景颇族自治州                                                | 藏缅语族 |
| 怒族   | 3.43万   | 西北部怒江傈僳族自治州碧江、福贡、贡山3县的怒江大峡谷               | 藏缅语族 |
| 基诺族 | 2.53万   | 西双版纳傣族自治州                                                  | 藏缅语族 |
| 蒙古族 | 2.52万   | 玉溪市通海县兴蒙蒙古族自治乡                                        |          |
| 土家族 | 2.38万   |                                                                     | 藏缅语族 |
| 德昂族 | 2.08万   | 德宏傣族景颇族自治州潞西市三台山和临沧市镇康县军弄                  | 南亚语系 |
| 满族   | 1.96万   |                                                                     |          |
| 水族   | 0.98万   |                                                                     | 侗台语族 |
| 侗族   | 0.83万   |                                                                     | 侗台语族 |
| 独龙族 | 0.67万   | 西北角怒江傈僳族自治州贡山县独龙江流域                              | 藏缅语族 |

云南各民族的立体分布非常明显：其中有10个民族住在河谷平坝：白族、纳西族、傣族、阿昌族、壮族、布依族、水族、满族、蒙古族和回族，共计450万人口；住在低山地区的有彝族、哈尼族、瑶族、拉祜族、佤族、景颇族、布朗族和基诺族，共有500万人口；住在高寒山区的有苗族、傈僳族、藏族、普米族、怒族和独龙族，人口共计400万。

### 语言
雲南各族人民通用雲南話（屬於汉语西南官话），与邻近的四川和贵州的西南官话比较接近。清代以后，云南话受到來自四川、贵州以及湖北的西南官话强烈的影响。另外在部分接近越南的邊境亦有如河口廣話等粵語方言島分佈。
在云南省，眾多少數民族的語言也經常被使用，包括藏緬語族的彝語、白語、藏語、哈尼語、景頗語、傈僳語、拉祜語、納西語；侗台語族的壯語、布依語、侗語、水語、傣仂語、傣哪語；以及苗語和瑤語的各種方言。纳西族的納西語所使用的东巴文，是世界上唯一还在使用的象形文字。

## 宗教
可统计的403万信仰宗教者中，90%以上是少数民族。
雲南宗教（2005）
- 道教：云南省可统计的道教信徒约24万人，合法宗教场所127处[45]，包括大理白族自治州巍山县的巍宝山以及昆明金殿、真庆观、黑龙潭等。

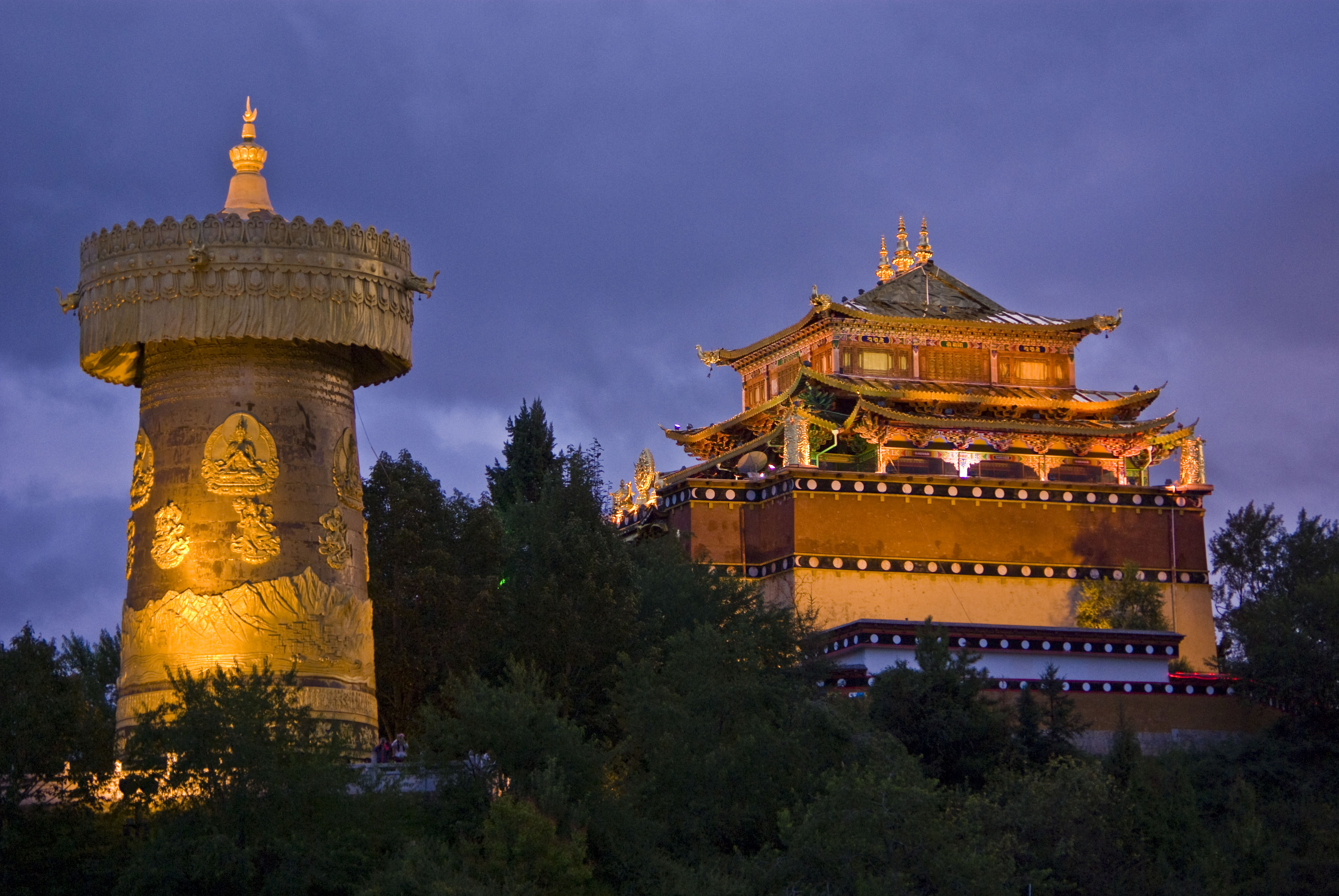
香格里拉的龟山寺

- 佛教：合法宗教场所2333处，可统计的佛教信徒约256万余人[45]。
  - 上座部佛教：几乎是傣族、布朗族和德昂族的全民信仰。西双版纳、孟连、耿马的男童多要到佛寺当一段时间的和尚，学习傣文和佛教教义，少则数月，多则数年。德宏傣族景颇族自治州的傣族则没有这种风俗。
  - 汉传佛教：汉族中有一部分信仰。被列为汉族地区全国重点寺院的有：大理白族自治州宾川县鸡足山祝圣寺、铜瓦殿，以及昆明圆通寺、筇竹寺、华亭寺等。
  - 藏传佛教：几乎是藏族和蒙古族全民信仰，在迪庆州等藏区，每个有人居住的地方都有寺院和经幡。云南最有名的藏传佛教寺院是香格里拉县的噶丹松赞林寺（“小布达拉宫”）。
- 伊斯兰教：回族穆斯林几乎遍布云南全境，共约62万余人，清真寺810处[45]。在元明清三代，1872年杜文秀領導的雲南回族穆斯林叛亂被镇压之前，穆斯林在云南总人口中曾经占有很大的比重，并控制了该省商业（马帮）。清末的雲南回族穆斯林叛亂被镇压之後，許多雲南的回族穆斯林遷到了緬甸和泰國北部。後來由於中國改革開放後宗教自由政策和對於少數民族寬鬆的生育政策，雲南的回族穆斯林人口有所回升。
- 基督宗教：
  - 基督新教：云南省可统计的参加官方教会的基督新教信众约53万余人，合法宗教场所2050处[45]。此外还有数量庞大的信徒未被有效统计。云南省信奉基督宗教的信徒大部分集中在边缘偏僻的山区，以少数民族为主。主要的分布地包括：西北部中、缅、印边境的怒江傈僳族自治州，信徒主要是傈僳族，以及怒族、独龙族；东北部昭通市、武定县等地，信徒主要是苗族以及彝族；西南部中缅边境的德宏傣族景颇族自治州，信徒主要是景颇族；普洱市澜沧县（有著名的糯福教堂），信徒主要是拉祜族和佤族。历史上，英美传教士对云南一些少数民族的社会文化产生过巨大影响。原有的拜物教和巫术衰落，一夫一妻制取代了群婚制和血缘婚，酗酒、赌博现象消失，创制了10种民族文字（景颇文、苗文、拉祜文、佤文、西傈僳文和东傈僳文等），并创办现代学校。基督新教传入云南始于1881年，由中国内地会的传教士传入大理，次年传入昆明。2004年，昆明重建了中国内地会创立的三一圣堂（今名三一国际礼拜堂）。
  - 天主教：云南省可统计的天主教徒约6.6万余人，合法宗教场所58处[45]。天主教传入云南始于1644年。张献忠军攻占成都时，一些天主教徒前往云南盐津县避难。1658年，南明永历帝前往云南，随行人员中的天主教徒后来流落到民间。1696年云南成立代牧区，1755年并入四川，1840年恢复，主教座堂设于盐津县龙溪（普洱镇龙台村）。云南省信奉天主教的信徒较少且分散，早期大部分集中在滇东北昭通府偏僻的山区，1881年主教座堂迁至昆明后，昆明、大理等地教会有小规模发展。另外滇西北迪庆藏区也有传入。
- 东巴教：历史上，丽江的纳西族中曾普遍信仰东巴教。現在，东巴教仍存留于部分納西族人中間。
- 原始宗教：目前云南信仰原始宗教的人口主要集中于南部以及西部，例如佤族拉祜族哈尼族等。

## 文化

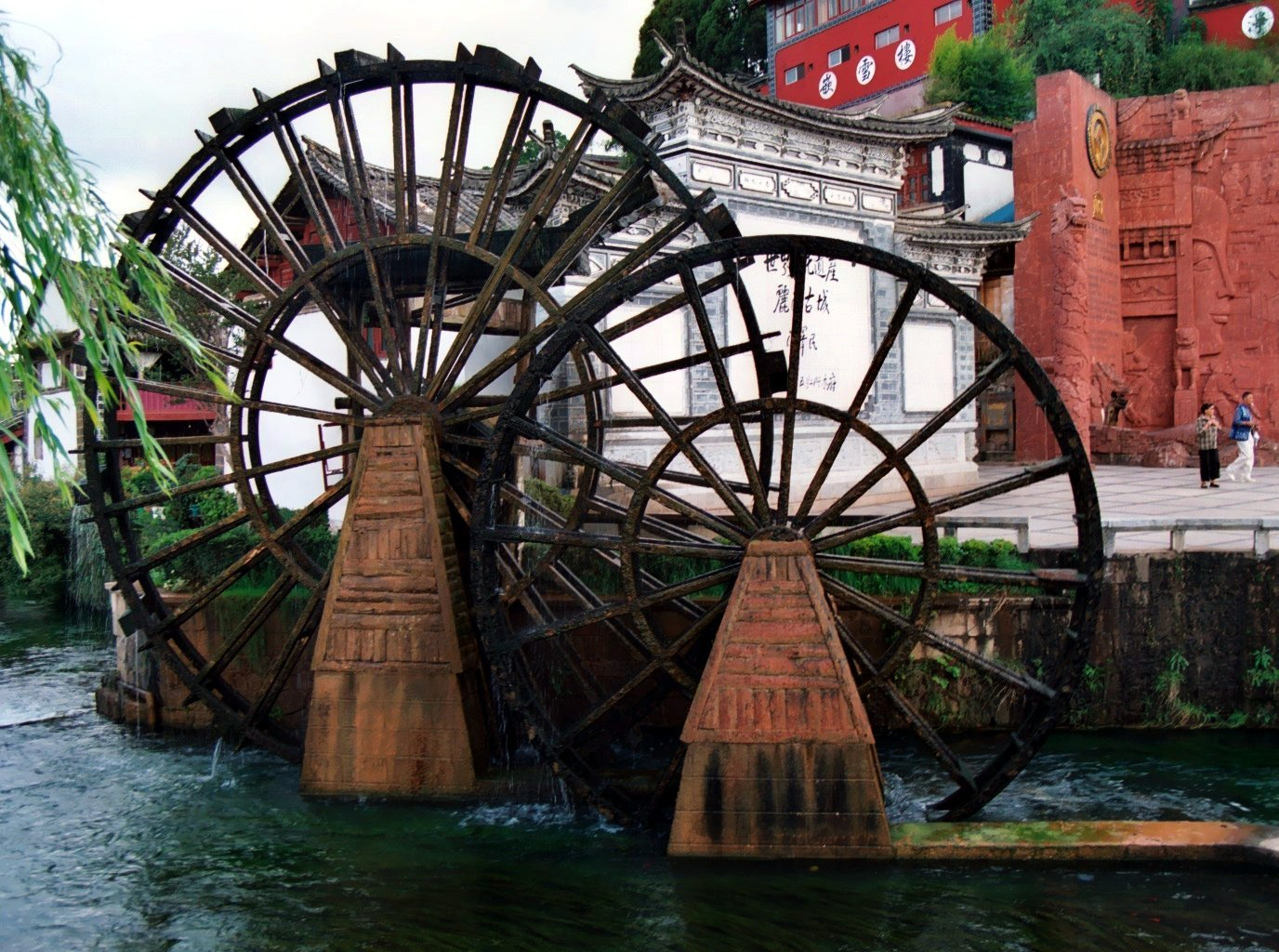
丽江古城

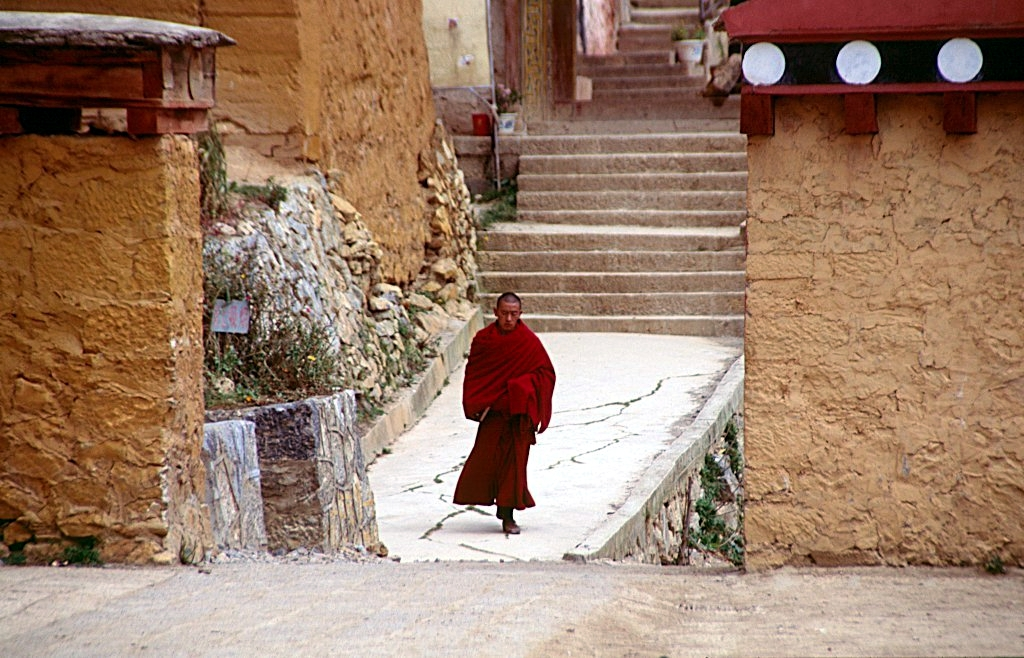
香格里拉的藏族喇嘛

- 国家历史文化名城：昆明、大理、丽江、建水、巍山、会泽、通海、剑川
- 摩梭人
- 东巴古乐
- 东巴文字
- 白族三月街
- 彝族火把节
- 傣族泼水节

### 有关云南的电影
在1949年以后拍摄的两千多部电影中，有关云南少数民族题材的电影达到150多部，其中《阿诗玛》（以石林为背景）、《五朵金花》（以大理为背景）、《孔雀公主》（以西双版纳为背景）在当时产生了很大影响。《诺玛的十七岁》（以元阳为背景）、《花腰新娘》、《好大一对羊》等影片获得大奖，而《千里走单骑》、《神话》、《无极》等影片也都选择在云南进行拍摄。

## 教育

### 高等院校
2007年，云南省有51所普通高校，占中国1909所普通高校的2.6%。其中本科院校18所，设在昆明市的有14所：云南大学、昆明理工大学、云南农业大学、云南师范大学、云南财经大学、云南民族大学、昆明理工大学津桥学院、西南林业大学、昆明医科大学（原昆明医学院)、云南中医学院、云南警官学院、云南艺术学院、云南大学滇池学院和昆明学院；另外在昭通、保山、大理、蒙自、曲靖、玉溪、普洱、文山、丽江和楚雄各设有一所本科院校，即昭通学院、保山学院、大理大学、红河学院、曲靖师范学院、玉溪师范学院、普洱学院、文山学院、云南大学旅游文化学院和楚雄师范学院。云南省没有教育部直属的高等院校，仅有一座高校（云南大学）被列入中国重点建设的大约100所大学（“211工程”）名单中。2018年，云南大学进入中国国家双一流大学建设名单。

## 经济

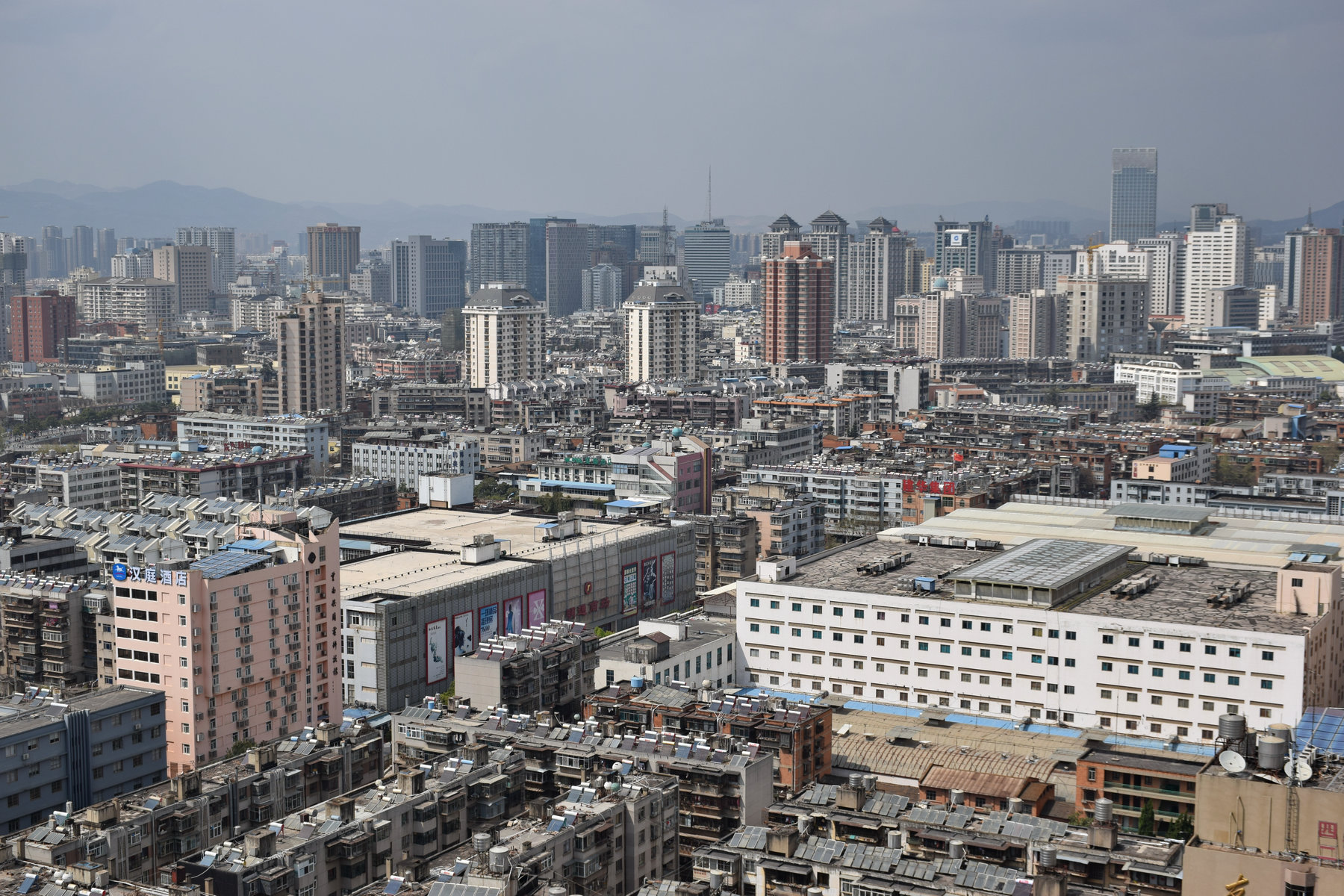
昆明金融區

十三五規劃中云南楚雄與曲靖兩城市經濟帶列入重點開發。由于自然环境因素制约和历史的原因，雲南经济发展滞后，以2008年为例，人均GDP水平仅及全国平均水平的53%，比较优势产业是烟草、生物资源、矿产、电力和旅游業。
长期以来，烟草业以其高额利润，成为云南最重要的支柱产业。云南生产的烤烟一直是中国生产高级卷烟的原料。1987年以后云南又成中国最大的卷烟产地，此后有十年间云南的经济增长速度等五项指标一直位列中国榜首。為平衡此一情況云南在中缅边境的瑞丽开辟边境贸易区，同時推廣「非烟食品工业」衝鋒戰略，2016年云南省非烟食品工业完成增加值313.97亿元，同比增长19%，投资額374.50亿元同比增长9.98%，比全省工业投资（不含电力）高13.58%。
2019年人均GDP為47,944元（7,379美元），较上年增长7.4%。增速比較方面以工業最快，而旅遊業發展也使服務業開始趕超：
- - 第一产业增加值3,037.62亿元，增长5.5%
  - 第二产业增加值7,961.58亿元，增长8.6%
  - 第三产业增加值12,224.55亿元，增长8.7%

## 旅游

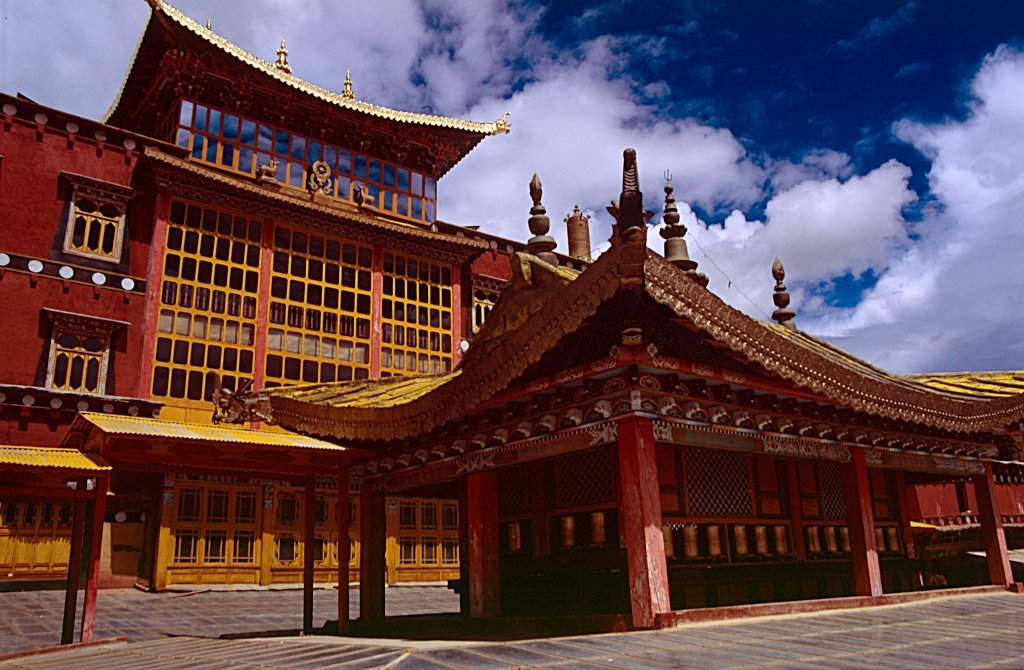
香格里拉

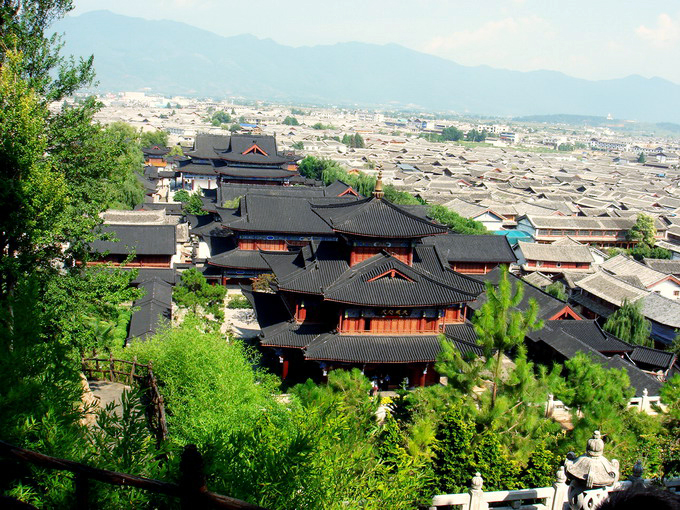
丽江古城

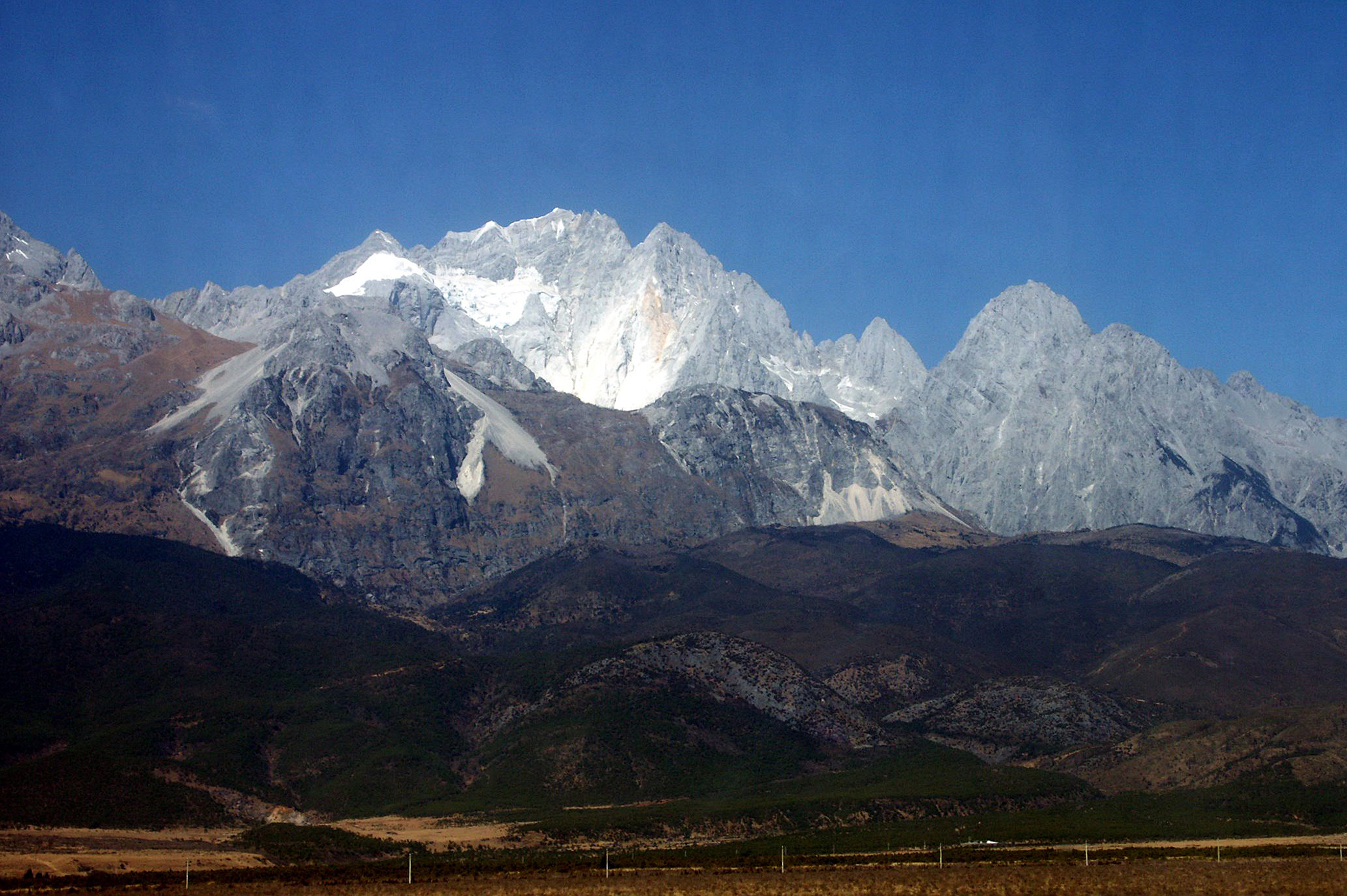
玉龙雪山

云南的旅游资源相当丰富，以其美丽的自然风景、多彩的民族风俗和宜人的气候成为重要的旅游目的地。全省已经建有上千個以高山峡谷、现代冰川、高原湖泊、石林、喀斯特洞穴、火山地热、原始森林、花卉、文物古迹、传统园林及少数民族风情等为特色的旅游景区與景点，其中国家级A级以上景区有474个，列为国家级风景名胜区的有石林、大理、西双版纳、三江并流、昆明滇池、丽江玉龙雪山、腾冲地热火山、瑞丽江－大盈江、宜良九乡、建水、普者黑、阿庐12处，列为省级风景名胜区的有陆良彩色沙林、禄劝轿子雪山等53处。有昆明、大理、丽江、建水、巍山、会泽、通海、剑川8座国家历史文化名城，有腾冲、威信、保山、广南、石屏、漾濞、孟连、 香格里拉8座省级历史文化名城，有11个中国历史文化名镇、15个省级历史文化名镇、11个中国历史文化名村、27个省级历史文化名村、1个中国历史文化街区、34个省级历史文化街区。丽江古城（1997年7月）、红河哈尼梯田（2013年6月）被列入世界文化遗产名录，三江并流（2003年7月）、石林（2007年6月）、澄江化石地（2012年7月）被列入世界自然遗产名录，丽江纳西东巴古籍文献被列入世界记忆遗产名录。

## 交通

### 铁路

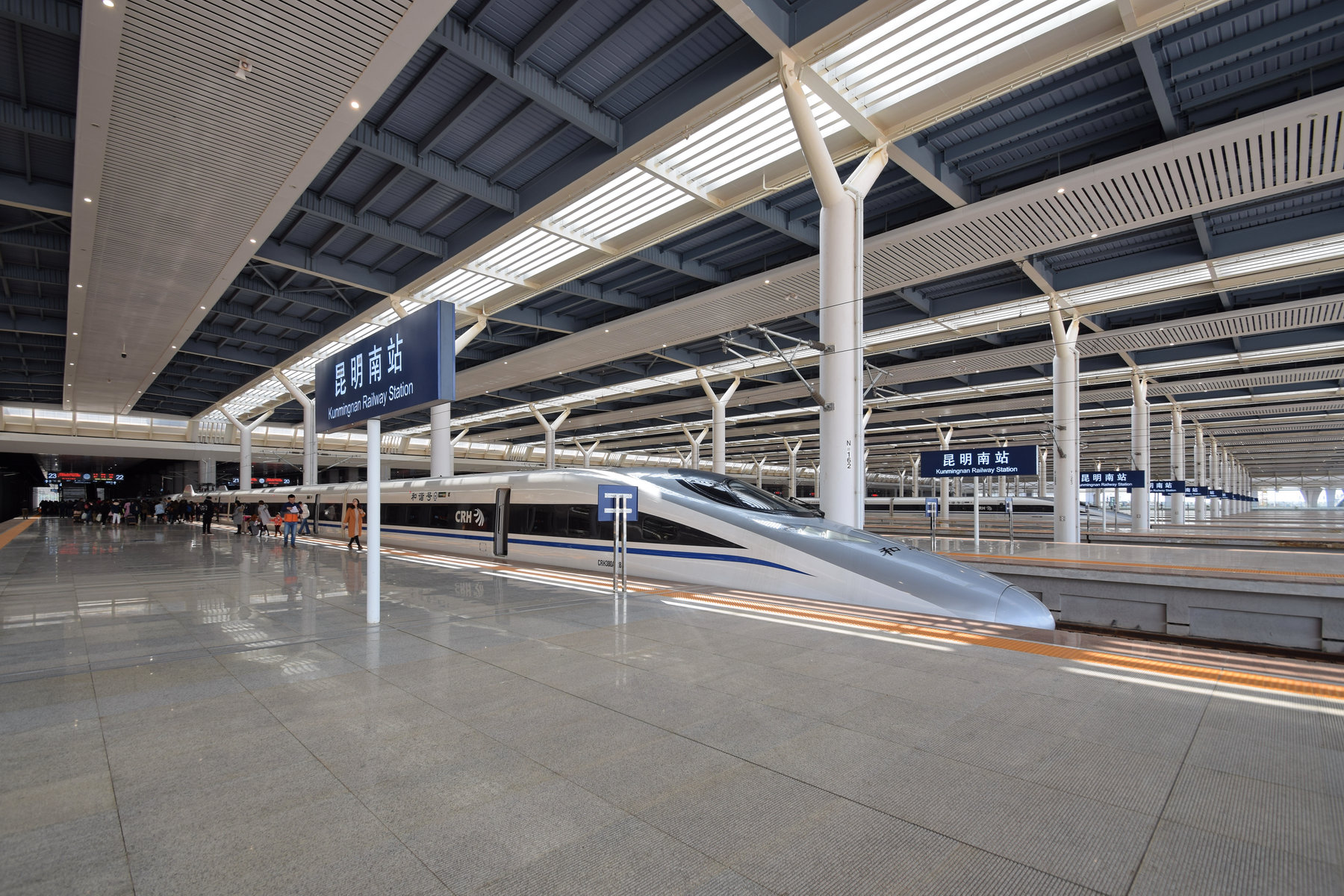
昆明南站是雲南省最大的火車站

云南的第一条铁路不是通往中国其他省份，而是由昆明通往越南港口城市海防的滇越铁路，这是一条由法国工程师设计的窄轨铁路，1910年通车，是中国的第一条国际铁路。此后，“铁路不通国内通国外”曾经长期被列为“雲南十八怪”之一。直到1960年代中国开始三线建设后，云南省才陆续修建了贵昆铁路（1966年通车）、成昆铁路（1970年通车），与全国铁路网相连。1990年代以后，又陆续修筑了通往省外的南昆铁路（886公里）和内昆铁路，以及省内的昆玉铁路（昆明到玉溪，1993年货运通车，1998年客运通车）、广大铁路（1998年通车，213公里，将昆明和大理连接起来）、大丽铁路（2009年9月通车，将来继续延伸滇藏铁路）、玉蒙铁路（玉溪到蒙自北，77.84公里，2013年通车）及蒙河铁路（蒙自北至河口北，2014年12月通车）。2016年12月28日，滬昆客運專線和南昆客運專線全線開通，結束雲南不通高速鐵路的歷史，亦打通了雲南去往華東地區和南方沿海地區的快速通道。2018年7月1日，昆楚大鐵路全線開通，結束滇西不通動車的歷史。2021年12月3日，玉磨鐵路作為中老鐵路在中國的一部分正式通車，打通了連接老撾首都萬象及泰國首都曼谷的快速通道。

### 公路
公路是云南省省内交通的主要方式。所有县城均有通往昆明的全天候公路，所有乡镇均通公路（最后一个通公路的是贡山县独龙江乡，每年中有半年能够通车）。2007年末，该省的公路总里程达到200333公里，居中国各省前列，其中高等级公路7400公里，高速公路2508公里，包括昆明经过大理到瑞丽、昆明到磨憨、昆明到曲靖、昆明到石林、昆明到中越边境城市河口。计划到2020年使全省的高速公路总里程达到6000公里，完成通往周边国家缅甸、老挝、越南和泰国的高速公路网。

### 水路
总体而言，云南境内的河流绝大多数不适合航行。五级以上等级航道仅有506公里，而且大部分集中在内陆湖泊，极少有长距离航线。1995年，云南省投资开辟澜沧江航线。

### 机场
昆明长水国际机场，定位为云南面向南亚、东南亚和连接欧亚的国家门户枢纽机场，已于2012年6月28日建成投入使用，从而取代使用达90年历史的昆明巫家坝国际机场。巫家坝机场位于昆明市区东南，距离市中心仅有3公里，建于1922年，是中国历史上的第二座民用机场。此外，云南省还有以下机场：西雙版納（景洪）、丽江、大理、香格里拉、德宏芒市、保山、思茅、昭通、腾冲、臨滄、文山、寧蒗瀘沽湖、蒙自机场（民航尚未通航）。

## 政治

### 地方首长
| 机构     | · 中国共产党 · 云南省委员会 | 云南省人民代表大会 常务委员会 | 云南省人民政府    | · 中国人民政治协商会议 · 云南省委员会 |
| 职务     | 书记                        | 主任                          | 省长              | 主席                                  |
| -------- | --------------------------- | ----------------------------- | ----------------- | ------------------------------------- |
| 姓名     | 王宁                        | 王宁                          | 王予波            | 刘晓凯                                |
| 民族     | 汉族                        | 汉族                          | 汉族              | 苗族                                  |
| 籍贯     | 湖南省湘乡市                | 湖南省湘乡市                  | 河南省镇平县      | 贵州省台江县                          |
| 出生日期 | 1961年4月（64歲）           | 1961年4月（64歲）             | 1963年1月（62歲） | 1962年3月（63歲）                     |
| 就任日期 | 2021年10月                  | 2022年1月                     | 2020年11月        | 2023年1月                             |

## 地方特产

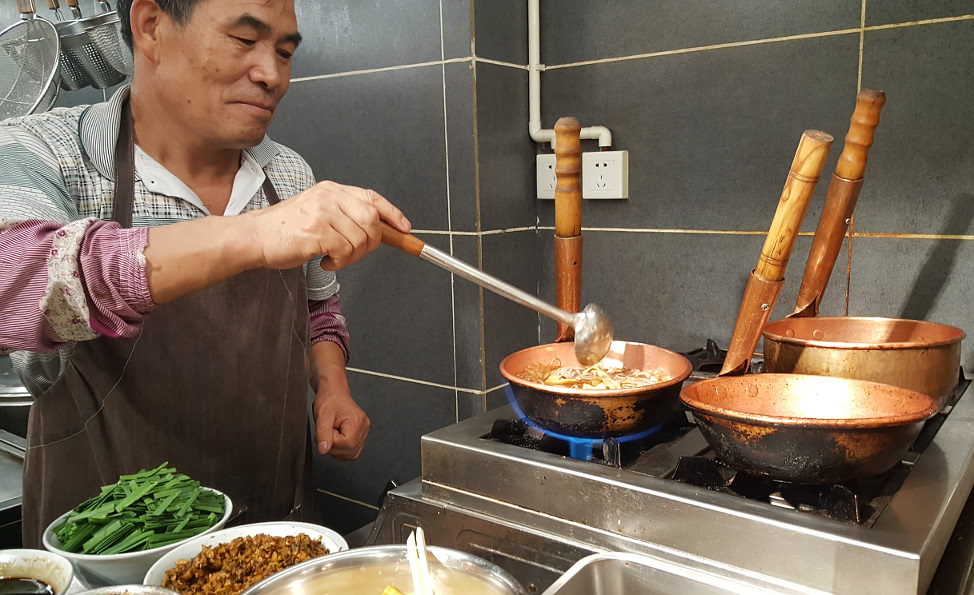
雲南銅鍋米線

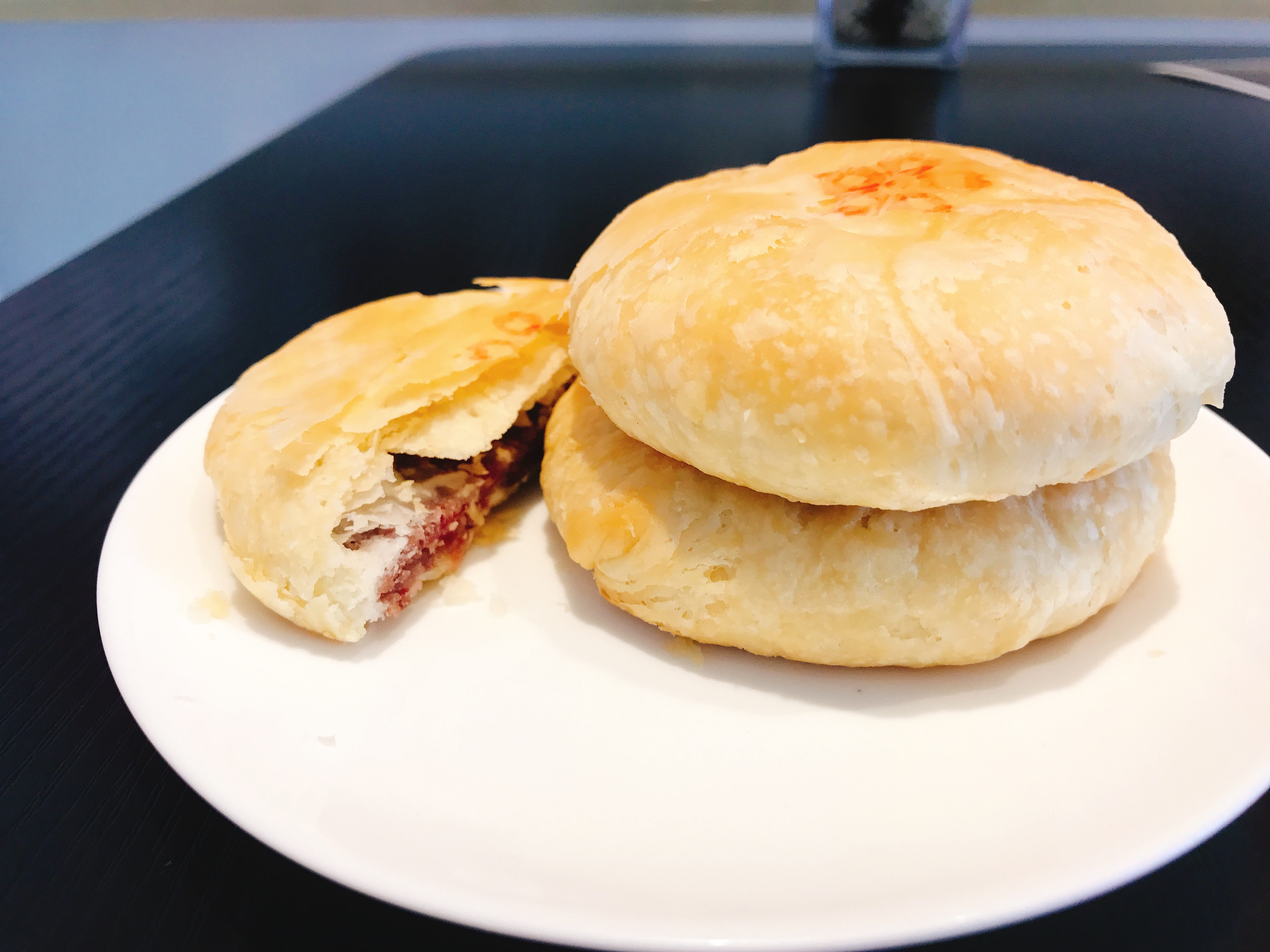
云南玫瑰鲜花饼

- 云南玫瑰鲜花饼昆明：过桥米线、大救驾、鲜花饼、鸡丝凉面、豆花米线、竹虫、呈贡宝珠梨、滇池麻鸭、宜良板鸭、饵丝、官渡粑粑
- 楚雄：野生菌、彝族菜。

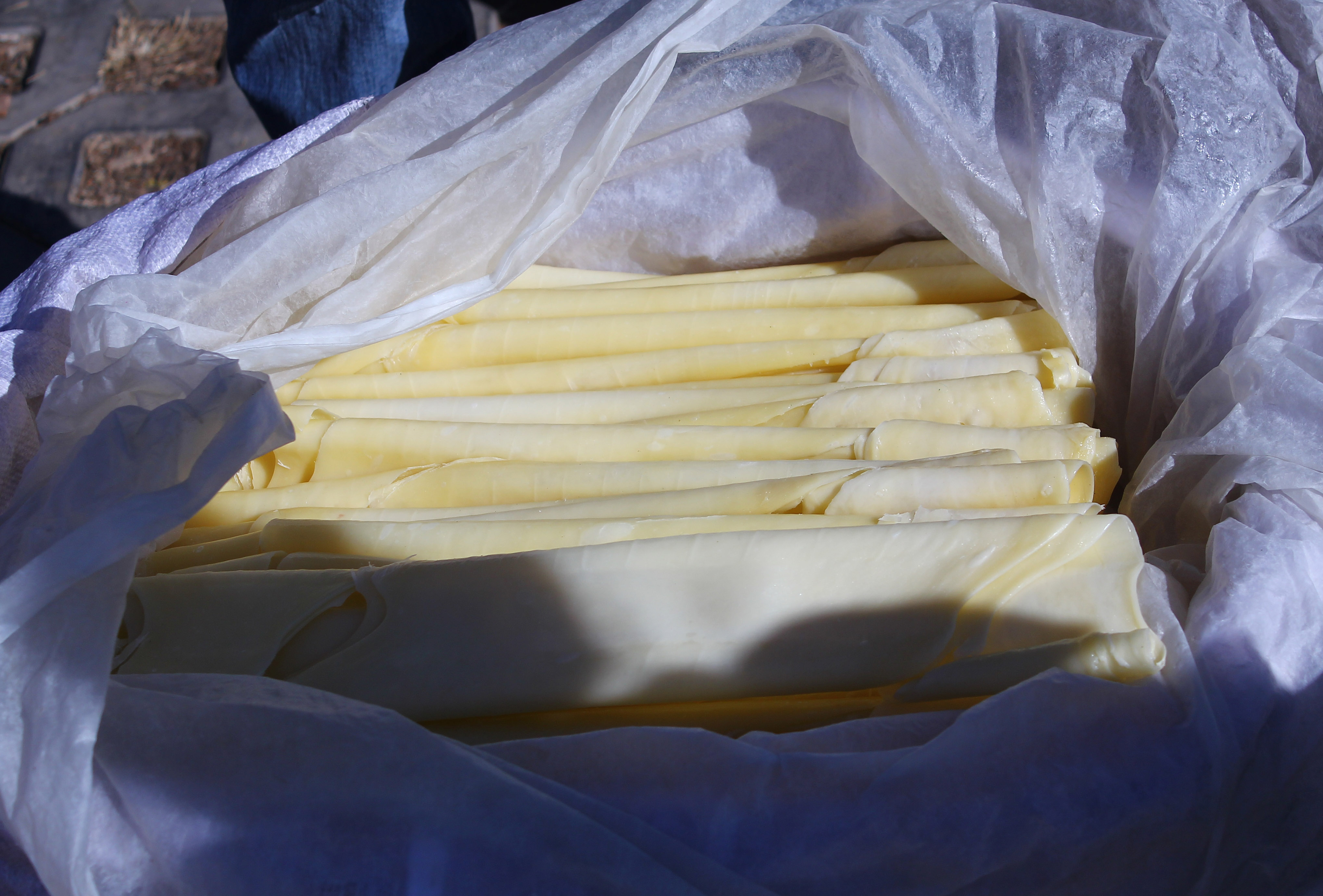
乳扇

- 乳扇大理：白族三道茶、乳扇、河水煮活鱼、洱海海菜、耙肉饵丝、烧饵块、弥渡卷蹄、银鱼。
- 丽江：丽江粑粑、酥油茶、鸡豆凉粉、永胜油茶、腊排骨、螺旋藻、青刺果、纳西烤鱼、米灌肠、黄豆面、丽江三文鱼 。
- 青稞酒迪庆：酥油茶、青稞酒、藏族腌肉、奶干。

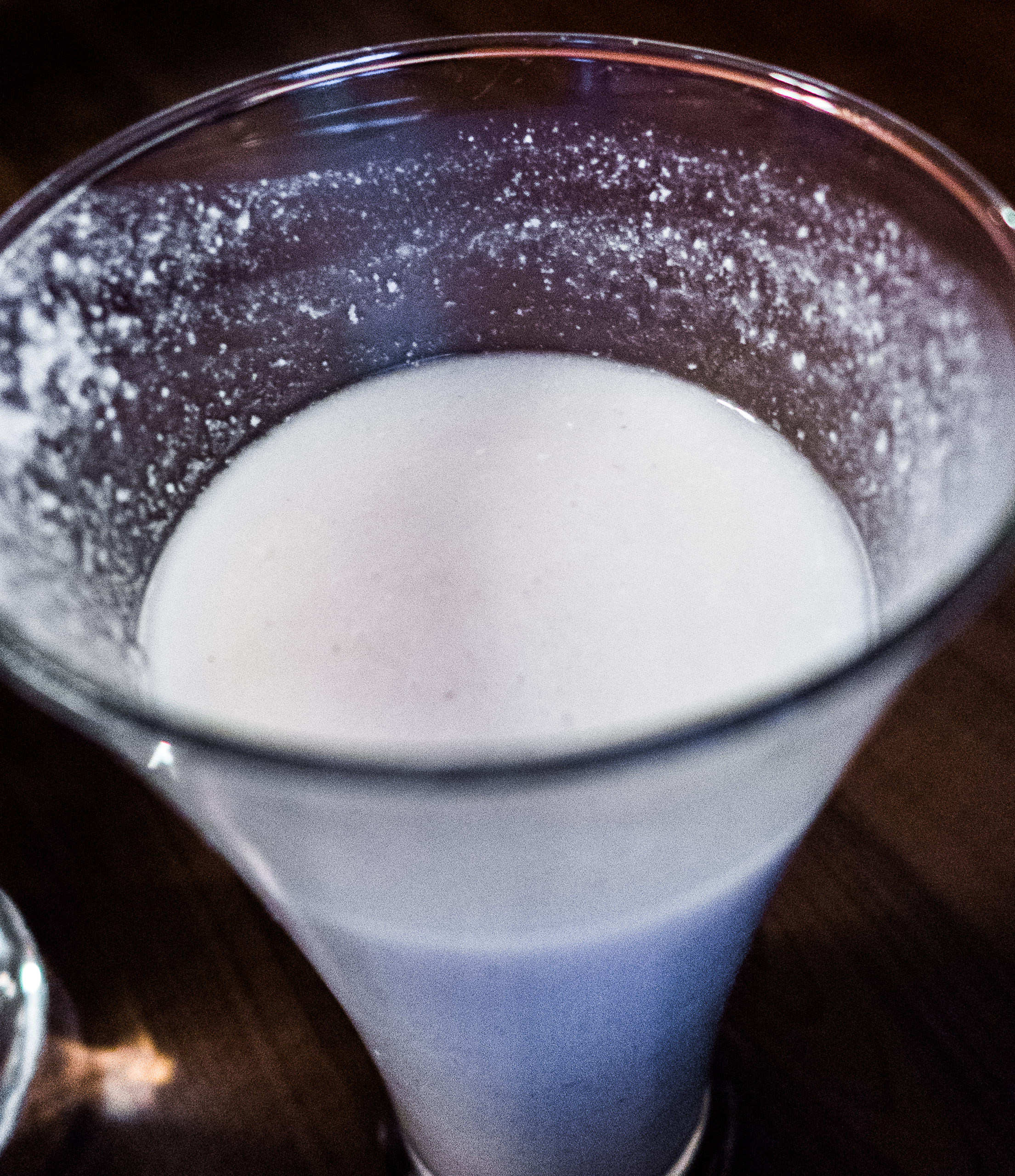
青稞酒

- 西双版纳：傣族火烧干巴、鲜竹笋、蚂蚁蛋、野生菌、热带水果、傣族竹筒饭。
- 保山：蒲缥甘蔗、腾冲“大救驾”（炒饵块）、腾冲饵丝、保山绿豆、卷粉。
- 德宏：傣族菜、热带水果、撒撇、傣族竹筒饭、泡鲁达，芒市泡菜。
- 昭通：天麻炖鸡、昭通酱、翠华茶、油糕饵块、北闸凉粉、小草坝天麻、绿豆糕。
- 曲靖：宣威火腿、核桃、土豆（味道特别）、麻衣馓子、蒸饵丝。
- 文山：三七炖鸡等三七系列菜肴、酸汤鸡、酸汤牛肉、野生菌、凉品宴、椒盐饼、汆肉米线、褡裢粑（富宁特有食品）、越南小卷粉、地摊狗肉、烤饵块、荞酥、花糯饭。
- 红河：蒙自过桥米线、建水烧豆腐、开远小卷粉、建水紫陶、蒙自甜石榴、建水曲江的火烤鸭、建水汽锅鸡、河口小卷粉、石屏豆腐。
- 玉溪：江川三道菜、抗浪鱼、澄江藕粉、铜锅鱼、大头鱼、小卷粉、凉米线、冬瓜蜜饯、油卤腐、豆沫糖、油鸡枞、木瓜水。
- 普洱：野菜、民族菜、米干（卷粉）。
- 临沧：稀豆粉（用磨碎的黄豆做的浓汤）、鸡肉烂饭（佤族的特色菜，用鸡肉、香草和鲜辣椒加纯鸡汤炖煮出）、滇红茶、粑粑卷。
- 怒江：怒江鱼、拉马登石榴、丙中洛板栗、石板粑粑、巩辣。

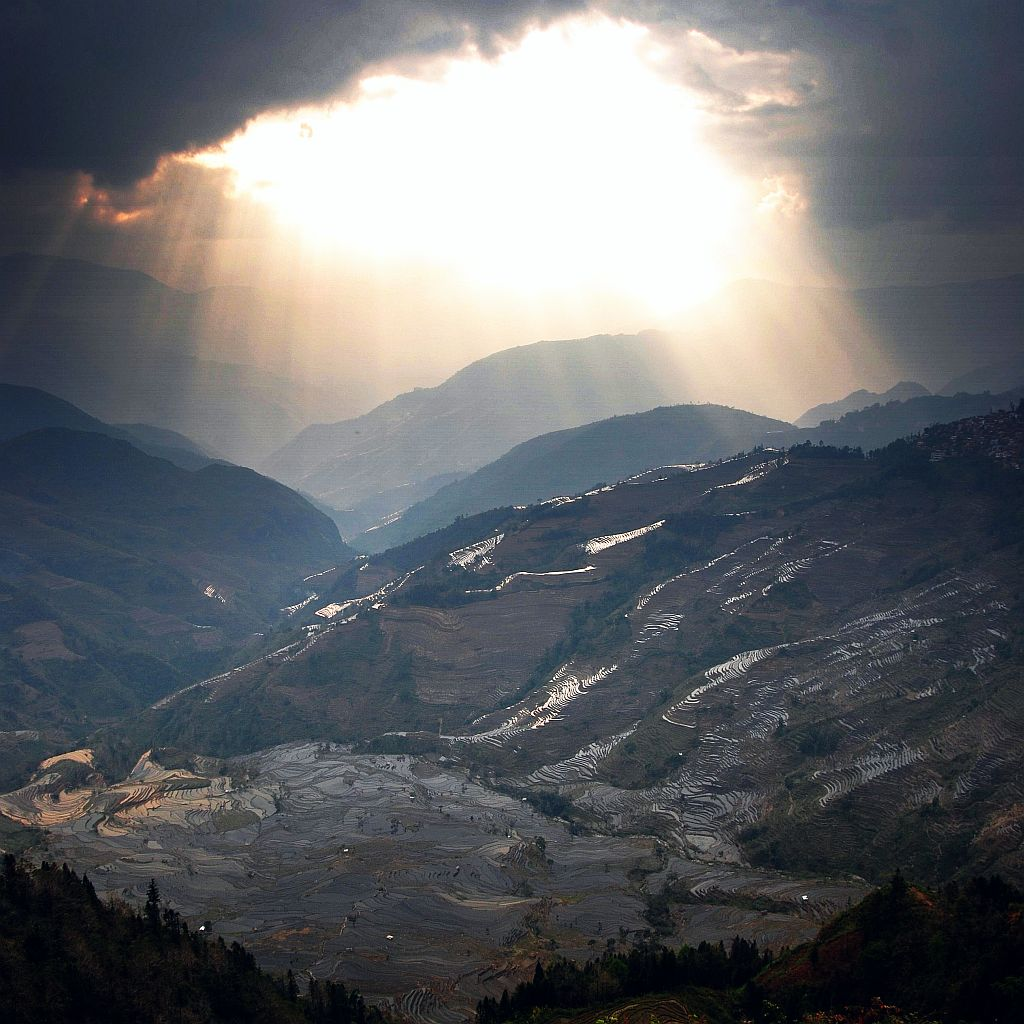
红河哈尼梯田

## 体育
云南省运动会，是云南最高级别的综合运动会，每4年举办一届。

## 友好地区
云南省与下列地区建立了友好关系：
- 锡卡索区（1990年11月26日）
- 美国 得克萨斯州（1992年9月10日）
- 泰國 清莱府（2000年9月27日）
- 義大利 洛迪省（2002年6月8日）
- 瑞典 布莱金厄省（2002年9月6日）
- 印度尼西亞 巴厘省（2003年11月22日）
- 伊斯特拉县（2004年10月批准）
- 柬埔寨 暹粒省（2006年4月21日）
- 柬埔寨 班迭棉吉省（2011年12月6日）
- 智利 河大区（2012年4月1日）
- 俄羅斯 弗拉基米尔州（2013年9月27日签署合作协议）
- 蒙古国 后杭爱省（2014年10月17日）
- 愛爾蘭 克莱尔郡（2015年5月20日）
- 捷克 奥洛穆茨州（2015年6月26日）
- 羅馬尼亞 蒂米什县（2015年11月13日）
- 美国 特拉华州（2017年1月11日）
- 马来西亚 砂拉越州（2017年3月21日）
- 義大利 翁布里亚大区（2017年8月3日批准）
- 越南 老街省（2017年8月14日）
- 匈牙利 巴奇-基什孔州（2017年11月16日）
- 緬甸 仰光省（2020年1月18日签署友好省备忘录）
- 全罗北道（2020年8月24日批准）
- 布哈拉州（2022年9月13日）